# Kigali
Kigali est la capitale du Rwanda, centre économique et administratif du pays. Sa population s'élevait à 1 745 555 habitants au recensement du 22 août 2022. La ville s'étend sur plusieurs collines. La ville de Kigali est composée de trois districts qui sont Kicukiro, Nyarugenge et Gasabo.

## Toponyme
La ville est désignée de manière officielle en référence au mont Kigali au pied duquel elle se trouvait. En kinyarwanda, le préfixe classificateur  ki- désigne les objets et les êtres inanimés, tandis que l'adjectif -gali signifie « vaste, très grand ». La traduction de nom Kigali est approximativement « grand mont ».

## Histoire

### Période précoloniale
Les premiers habitants de ce qui est aujourd'hui le Rwanda sont les Twa, un groupe de chasseurs-cueilleurs pygmées aborigènes qui s'installent dans la région entre 8000 et 3000 avant J.-C. et habitent encore au Rwanda,.
Ils sont suivis entre 700 avant J.-C. et 1500 après J.-C. par un certain nombre de groupes bantous, dont les Hutu et les Tutsi, qui commencent à défricher les forêts pour pratiquer l'agriculture,.
Selon les récits traditionnels, le royaume du Rwanda est fondé au XIVe siècle sur les rives du lac Muhazi, à environ 40 kilomètres à l'est du Kigali moderne,,,.
Le premier royaume comprenait Kigali, mais c'était un petit État à ce stade de son histoire avec des voisins plus grands et plus puissants, Bugesera et Gisaka,.
Un membre de la dynastie Gisaka a tué le roi du Rwanda Ruganzu Ier Bwimba au XVIe siècle, mais le fils de Ruganzu, Cyilima I Rugwe, a riposté avec l'aide de Bugesera et a pu étendre le territoire du Rwanda.
À la fin du XVIe siècle ou au début du XVIIe siècle, le royaume du Rwanda est envahi par le nord par les Bunyoro de l'Ouganda moderne.
Le roi est contraint de fuir vers l'ouest, laissant Kigali et l'Est du Rwanda entre les mains de Bugesera et de Gisaka,.
La formation d'une nouvelle dynastie rwandaise au XVIIe siècle par le mwami Ruganzu II Ndori, suivie d'invasions vers l'est et de la conquête du Bugesera, a marqué le début de la domination du royaume rwandais dans la région.
La capitale du royaume était à Nyanza, dans le sud du pays.

### Période coloniale
Kigali est fondée en 1907 centre administratif pendant la colonisation allemande par l'administrateur et explorateur allemand Richard Kandt premier résident du Rwanda qui a établi la ville comme siège,,. À l'époque où la capitale traditionnelle du Rwanda était le siège du Mwami (roi) à Nyanza, alors que le centre culturel du pays était à Butare, alors appelé Astrida.
Le Rwanda et le Burundi voisin qui avaient été attribués à l'Allemagne par la conférence de Berlin de 1884, faisant partie de l'Afrique orientale allemande, et l'Allemagne a établi une présence dans le pays en 1897 avec la formation d'une alliance avec le roi, Yuhi V Musinga. Richard Kandt est arrivé en 1899, pour explorer le lac Kivu et rechercher la source du Nil.
Lorsque l'Allemagne décide en 1907 de séparer l'administration du Rwanda de celle du Burundi, Richard Kandt est nommé résident. Il choisit d'établir son quartier général à Kigali en raison de son emplacement central dans le pays, et aussi parce que le site sur la colline de Nyarugenge offrait une bonne vue et assurait la sécurité. La maison de Richerd Kandt, située à proximité du quartier central des affaires (CBD), est la première maison de style européen de la ville et est toujours utilisée comme musée de la maison Kandt.
Malgré une ordonnance allemande rédigée en 1905, qui interdisait aux "indigènes non autochtones" d'entrer au Rwanda, Richard Kandt commence à autoriser l'entrée de commerçants étrangers en 1908, ce qui permet à l'activité commerciale de décoller au Rwanda,. Les premières entreprises de Kigali sont créées par des marchands grecs et indiens, avec l'aide des Baganda et des Swahili. Les articles échangés comprenaient du tissu et des perles. L'activité commerciale était limitée et il n'y avait qu'une trentaine d'entreprises dans la ville en 1914. Richard Kandt ouvre également des écoles publiques à Kigali, qui éduquent les élèves tutsis.
Les forces belges prennent le contrôle du Rwanda et du Burundi en 1916, au cours de la Première Guerre mondiale. Kigali est conquise par la brigade du Nord dirigée par le colonel Philippe Molitor le 6 mai 1916. En 1919, les Belges ont obtenu la souveraineté par un mandat de la Société des Nations en 1922, formant le territoire mandataire du Ruanda-Urundi,.
Au début de 1917, la Belgique tente d'exercer un pouvoir direct sur le mandat, plaçant le roi Musinga en état d'arrestation et écartant les Rwandais du système judiciaire. À cette époque, Kigali est l'une des deux capitales provinciales, aux côtés de Gisenyi.
Une pénurie de main-d'œuvre agricole causée par le recrutement de locaux pour aider les armées européennes pendant la guerre, le pillage de la nourriture par les soldats et les pluies torrentielles qui détruisent les récoltes, conduisent à une grave famine au début de l'administration belge. La famine, combinée à la difficulté de gouverner la complexe société rwandaise, incite les Belges à rétablir le gouvernement indirect à l'allemande à la fin de 1917. Musinga est restauré sur son trône à Nyanza, Kigali restant le siège de l'administration coloniale,.
Cet arrangement persiste jusqu'au milieu des années 1920, mais à partir de 1924, les Belges recommencent à marginaliser la monarchie, cette fois de façon permanente. La Belgique prend le contrôle du règlement de la justice, de la nomination des fonctionnaires et du recouvrement des impôts,.
Kigali est restée relativement petite pendant le reste de l'ère coloniale, car une grande partie de l'administration a eu lieu à Usumbura, la capitale du Ruanda-Urundi, maintenant connue sous le nom de Bujumbura au Burundi. La population d'Usumbura dépassait 50 000 habitants dans les années 1950 et était la seule ville de style européen du mandat, tandis que la population de Kigali est restée à environ 6 000 jusqu'à l'indépendance en 1962.

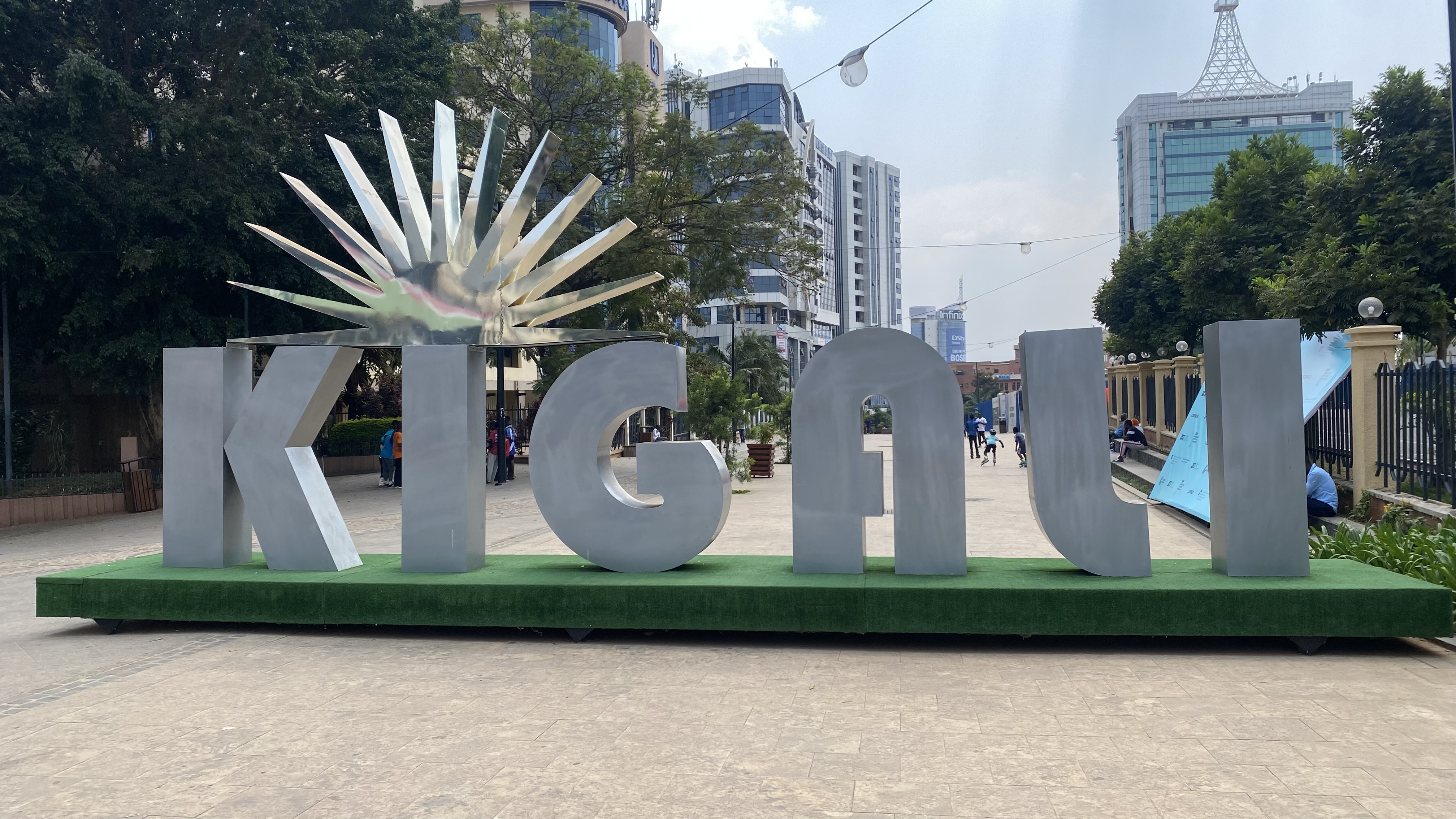
Monument de Kigali dans la zone sans voiture de Kigali

### Le Rwanda indépendant
En 1962, Kigali devient la capitale à l'indépendance du Rwanda en 1962,. Deux autres villes ont été envisagées : Nyanza, en tant que siège traditionnel du mwami, et la ville méridionale de Butare (connue sous le nom d'Astrida sous les Belges), en raison de son importance en tant que centre intellectuel et religieux.
Les autorités choisissent finalement Kigali en raison de sa situation plus centrale. La ville se développe régulièrement au cours des décennies suivantes; au début des années 1970, la population s'élève à 25 000 habitants avec seulement cinq routes goudronnées, et en 1991, elle est d'environ 250 000 habitants.
Depuis, la ville s'agrandit rapidement et devient le centre politique, économique et culturel du pays.
Le 5 juillet 1973, il y a un coup d'État militaire sans effusion de sang, au cours duquel le ministre de la Défense Juvénal Habyarimana renverse le président au pouvoir Grégoire Kayibanda. Des officiers militaires s'étaient réunis à Kigali pour un tatouage militaire pour commémorer le Jour de l'Indépendance quelques jours plus tôt, et ils ont commencé à occuper les bâtiments gouvernementaux dès l'aube du 4 juillet.
Les entreprises ont fermé pendant quelques jours et les troupes ont patrouillé dans la ville, mais le coup d'État est sans effusion de sang et la vie continue normalement, l'historien Gérard Prunier décrivant la réaction comme un « soulagement populaire généralisé. »
Selon un câble diplomatique du département d'État des États-Unis envoyé peu de temps après, les perturbations qui ont suivi le coup d'État ont été de courte durée et l'armée avait quitté les rues le 11 juillet.
Kigali n'a pas été directement touchée pendant les trois premières années de la guerre civile rwandaise de 1990 à 1994, bien que les rebelles du Front patriotique rwandais (FPR) aient failli attaquer la ville en février 1993. En décembre de la même année, à la suite de la signature des accords d'Arusha, une force de maintien de la paix des Nations unies est établie dans la ville, et le FPR obtient l'utilisation d'un bâtiment dans la ville pour ses diplomates et ses soldats. Le 6 avril 1994, Kigali est le théâtre de l'attentat contre l'avion du président Juvénal Habyarimana, qui est l'événement déclencheur du génocide des Tutsis au Rwanda, lequel tue 800 000 personnes dont 300 000 dans la capitale. Lorsque son avion est abattu près de l'aéroport international de Kigali. Le président burundais Cyprien Ntaryamira est également tué dans l'attaque.
Cela est le catalyseur du génocide des Tutsi, au cours duquel 500 000 à 800 000 Tutsi et Hutu politiquement modérés sont tués dans des attaques bien planifiées sur ordre du gouvernement intérimaire,. Depuis, la majorité de la population de Kigali est constituée de personnes âgées de moins de 50 ans.
Des politiciens de l'opposition basés à Kigali sont tués le premier jour du génocide, et la ville est alors devenue le théâtre de violents combats entre l'armée et le FPR, y compris à la base de ce dernier Le FPR commence à attaquer depuis le Nord du pays et prend progressivement le contrôle de la majeure partie du Rwanda entre avril et juin. Après avoir encerclé Kigali et coupé ses voies d'approvisionnement, ils commencent à se battre pour la ville elle-même à la mi-juin. Les forces gouvernementales avaient des effectifs et des armes supérieurs, mais le FPR combat tactiquement, et exploite le fait que les forces gouvernementales se concentraient sur le génocide plutôt que sur la lutte pour Kigali. Le FPR prend le contrôle de Kigali le 4 juillet, une date désormais commémorée comme le Jour de la libération (en), une fête nationale du Rwanda.
Depuis la guerre et le génocide, la ville connait une croissance démographique rapide en raison de la migration d'autres régions, ainsi qu'un taux de natalité élevé. Les bâtiments qui ont été lourdement endommagés pendant les combats ont été démolis, une grande partie de la ville est reconstruite et des immeubles de bureaux et des infrastructures modernes existent désormais dans toute la ville. Un plan directeur, adopté par la ville et le gouvernement en 2013 et soutenu par la finance et la main-d'œuvre internationales, vise à faire de Kigali une ville moderne décentralisée d'ici 2040.
Cependant, le développement s'accompagne d'expulsions forcées de résidents dans des zones d'habitation informelles, et des groupes tels que Human Rights Watch accusent le gouvernement de retirer les pauvres et les enfants des rues de la ville et de les déplacer vers des centres de détention,.
Après 1994, de très nombreux Rwandais revenus d'exil, en particulier des tutsis ou des anciens opposants hutus au régime du Mouvement révolutionnaire national pour le développement (MRND) s'y sont installés. La ville connait un virage économique et change totalement de physionomie. Le centre de la ville est l'un des premiers en Afrique à être devenu piétonnier, selon la volonté des autorités d'arrêter le trafic routier.

## Géographie

### Quartiers de Kigali

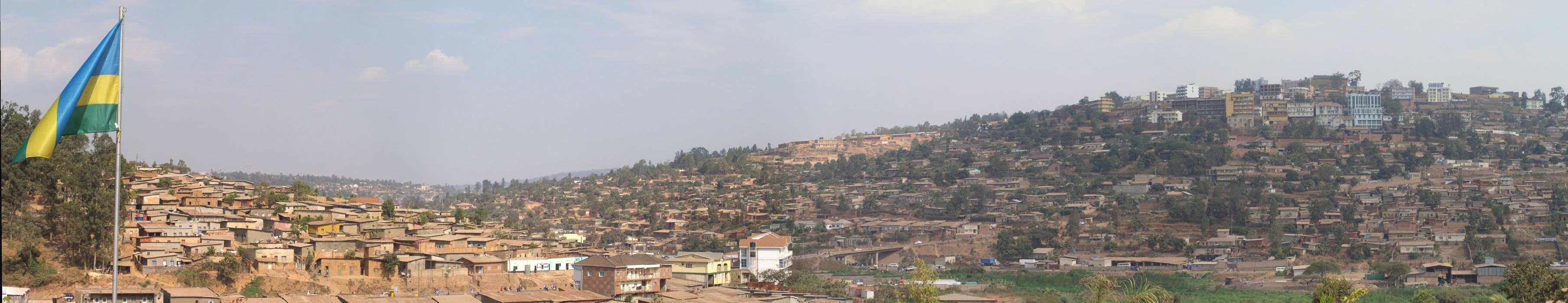
Vue de Kigali.

Perchée à 1 500 mètres d'altitude, Kigali est constituée de plusieurs collines et a donc un relief très vallonné. Elle est contournée par la rivière Nyabarongo. Du point-de-vue administratif, la ville de Kigali constitue un territoire hors des quatre provinces qui découpent le Rwanda (Nord, Sud, Est, Ouest). Elle est elle-même découpée en trois districts correspondant aux anciennes communes (district de Gasabo, district de Kicukiro et district de Nyarugenge), en 35 secteurs et en de nombreux cellules et villages.
Comme c'est le cas dans de nombreuses villes rwandaises, les quartiers de Kigali s'articulent autour de collines et de quartiers qui portent des noms faisant référence à des lieux connus (comme un hôtel ou une administration) et servent ainsi de repères géographiques aux habitants qui dans leur grande majorité, ignorent le nom des rues. Celles-ci ont toutefois fait l'objet d'un plan de grande envergure afin de les numéroter en fonction de la province et du district (exemple : KG 569, KK 453 ou SH 5).
Ces dernières années ont également vu l’aboutissement de grands travaux afin d'asphalter le réseau secondaire et tertiaire de la capitale et de passer à deux bandes les axes structurants.

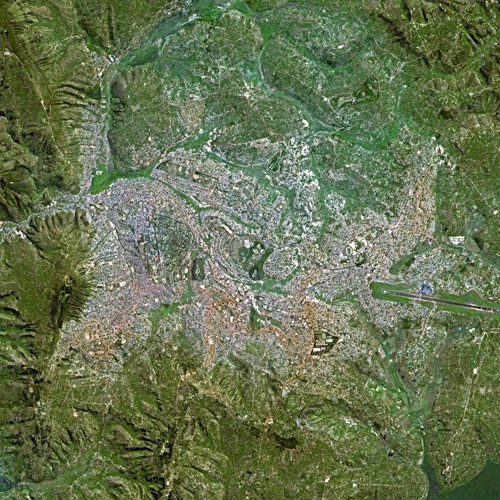
Kigali vue par satellite SPOT
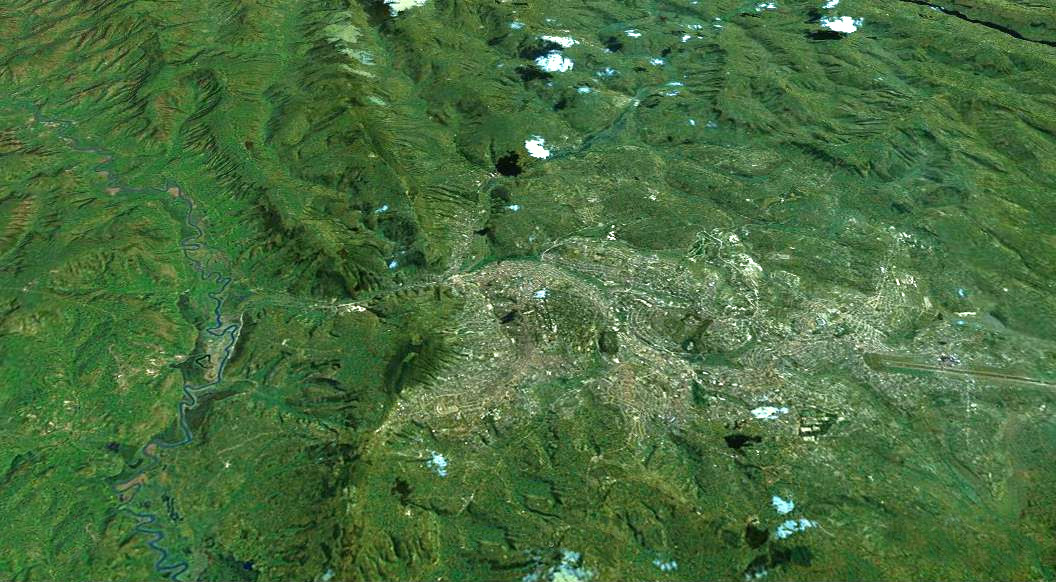
Relief de Kigali.
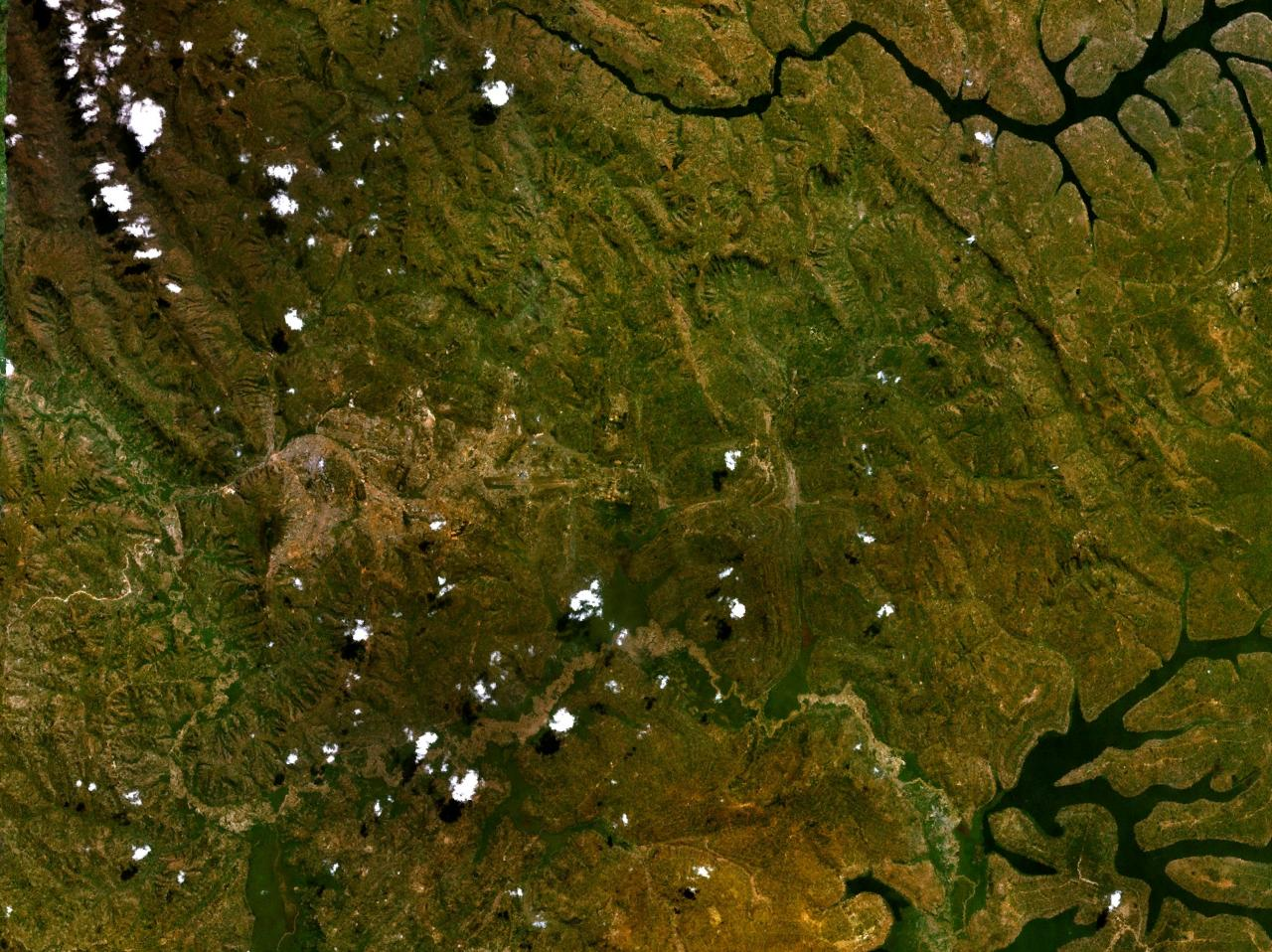
Kigali vue par satellite.

### Paysage urbain

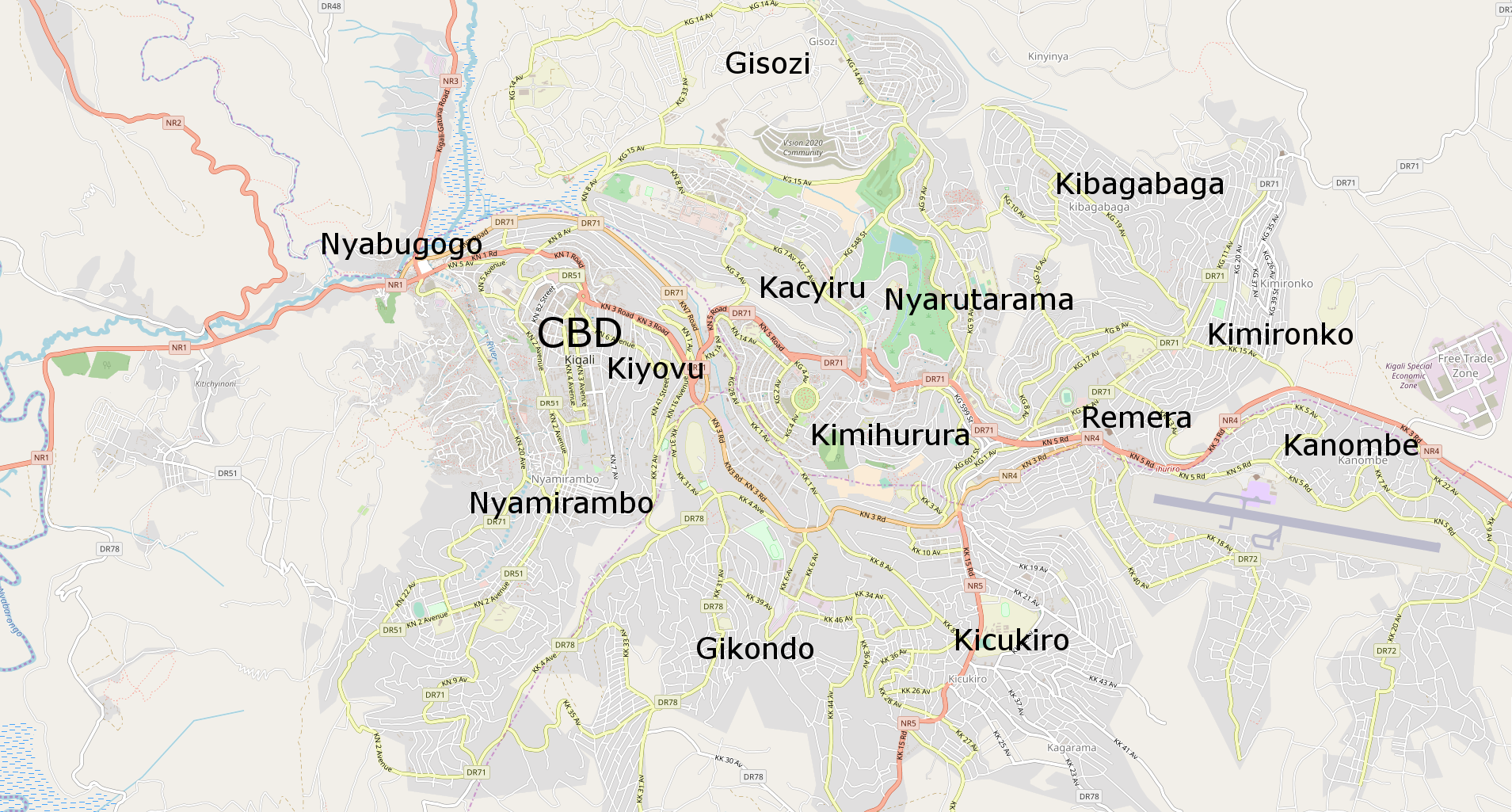
Carte des principaux quartiers de Kigali.

Le quartier central des affaires (CBD) de Kigali, en kinyarwanda mu mujyi (en ville), se trouve sur la colline de Nyarugenge. C'était le site d'origine de la ville fondée par Richard Kandt en 1907. La maison dans laquelle vivait Richard Kandt est maintenant le musée de la maison Kandt.
Le CBD est situé au bord ouest de la zone bâtie, car le terrain à l'est était plus adapté au développement de la ville en expansion que les hautes pentes du mont Kigali à l'ouest. Plusieurs des bâtiments les plus hauts du Rwanda, y compris la Kigali City Tower de 20 étages, sont situés dans le quartier CBD, tout comme le siège des plus grandes banques et entreprises du pays.
Parmi les autres bâtiments du CBD figurent les hôtels haut de gamme Serena, Marriott et l'hôtel des Mille Collines, le centre hospitalier universitaire de Kigali (CHUK)[83], l'Institut des sciences et des technologies de Kigali (KIST) de l'université du Rwanda, et des bâtiments gouvernementaux tels que la Banque nationale du Rwanda et le ministère des Finances et de la Planification économique.
Au sud-ouest du CBD, et aussi sur la colline de Nyarugenge, se trouve le quartier de Nyamirambo. Construite dans les années 1920 par le gouvernement colonial belge comme résidence pour les fonctionnaires et les commerçants swahili. Les commerçants swahili sont pour la plupart de foi islamique, ce qui conduit Nyamirambo à être connu sous le nom de « quartier musulman. » Construite dans les années 1930, la mosquée verte de Nyamirambo (Masjid al-Fatah) est la plus ancienne mosquée de Kigali.
Au nord de Nyamirambo, et à l'ouest du CBD se trouve Nyabugogo. Situé dans la partie la plus basse de la ville, dans la vallée de la rivière Nyabugogo, le quartier Nyabugogo abrite la principale gare routière de bus et de taxis collectifs de Kigali, avec des véhicules partant pour de nombreuses destinations nationales et internationales.
Le reste des quartiers de Kigali se trouve à l'est du CBD, avec un étalement urbain s'étendant sur les nombreuses collines et crêtes. Le quartier de Kiyovu est le plus proche, sur les pentes orientales de la colline de Nyarugenge. La partie haute de Kiyovu, au sud de la route principale KN3, abrite depuis l'époque coloniale de riches résidents étrangers et des Rwandais, avec de grandes maisons et des restaurants haut de gamme.
Les maisons du bas Kiyovu ont été expropriées par le gouvernement en 2008 et les résidents ont été indemnisés ou relogés dans d'autres zones, notamment dans un domaine construit à cet effet dans le quartier de Batsinda.
Le gouvernement a l'intention de créer un nouveau quartier d'affaires dans le bas Kiyovu pour compléter le CBD existant, bien qu'à la fin de 2017, il n'y ait eu que quelques bâtiments qui y avaient été érigés.
Les autres quartiers de l'est comprennent Kacyiru, qui abrite la plupart des services gouvernementaux et le bureau du président; Gisozi, où se trouve le mémorial du génocide de Kigali; Nyarutarama, une banlieue aisée abritant le seul terrain de golf de la ville ; Kimihurura qui abrite le Kigali Convention Centre; Remera et Kanombe, à 10 kilomètres du CBD à l'est de la ville, où se trouve l'aéroport international de Kigali.

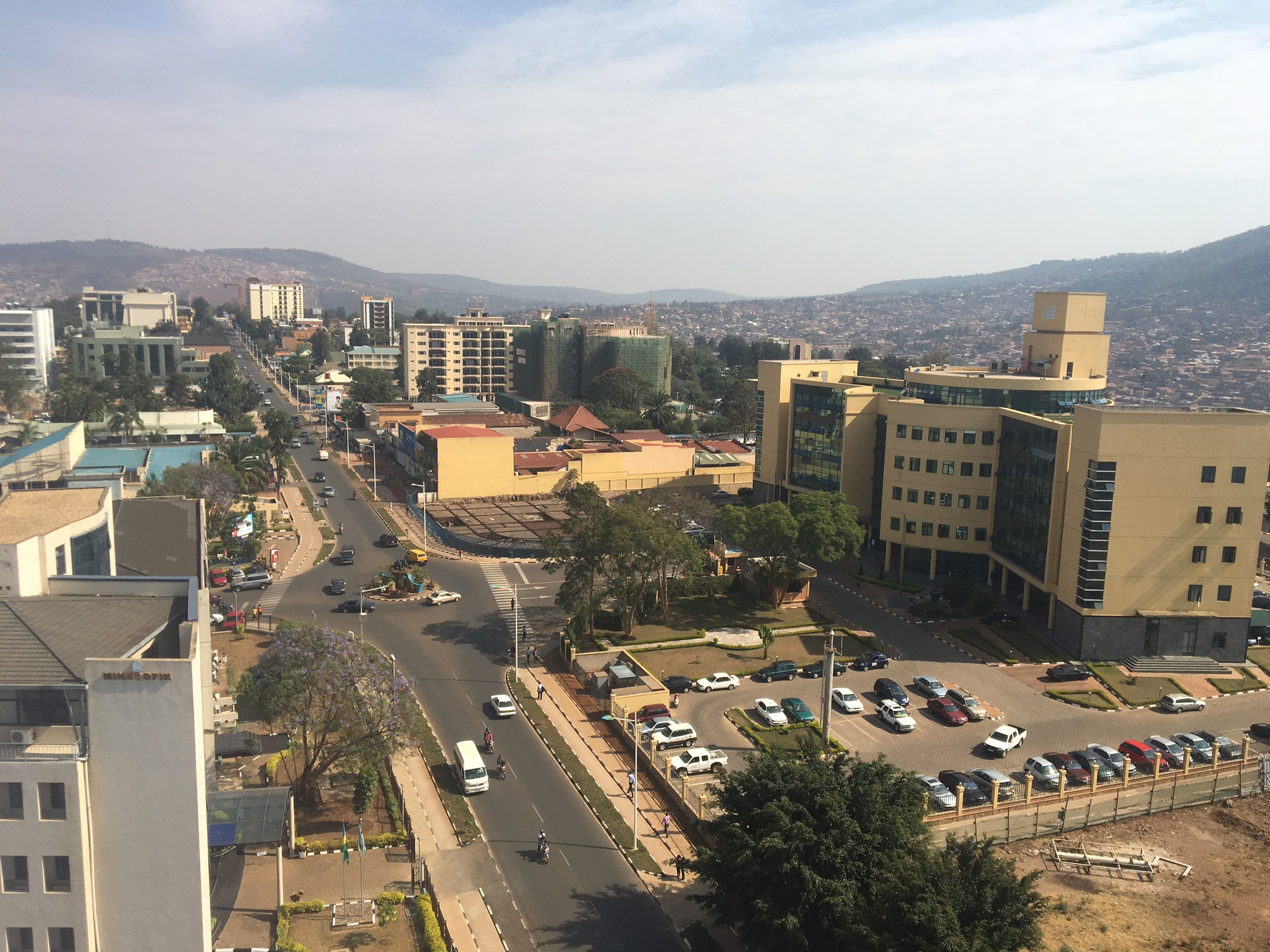
Boulevard à Kigali.
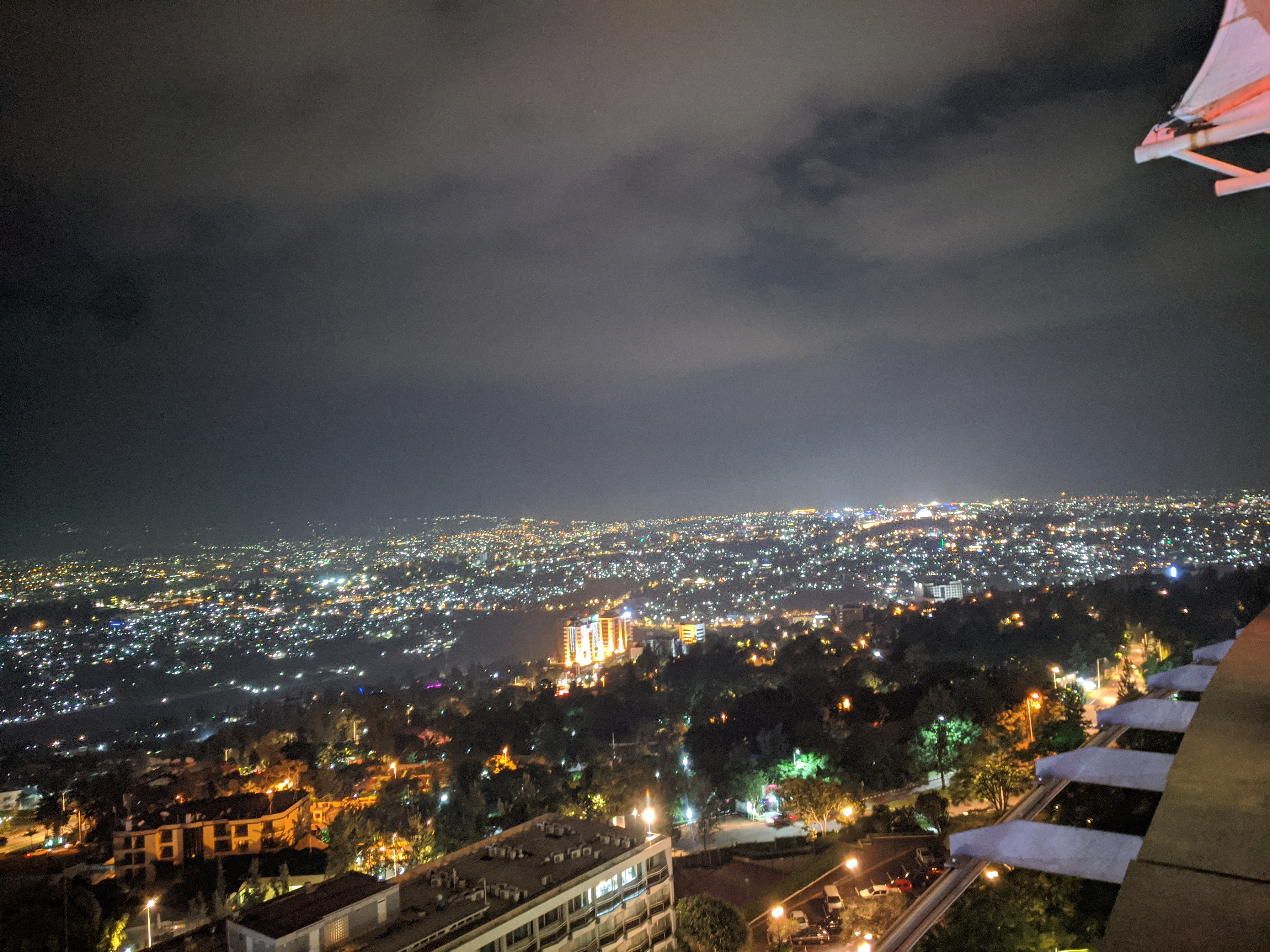
Kigali la nuit
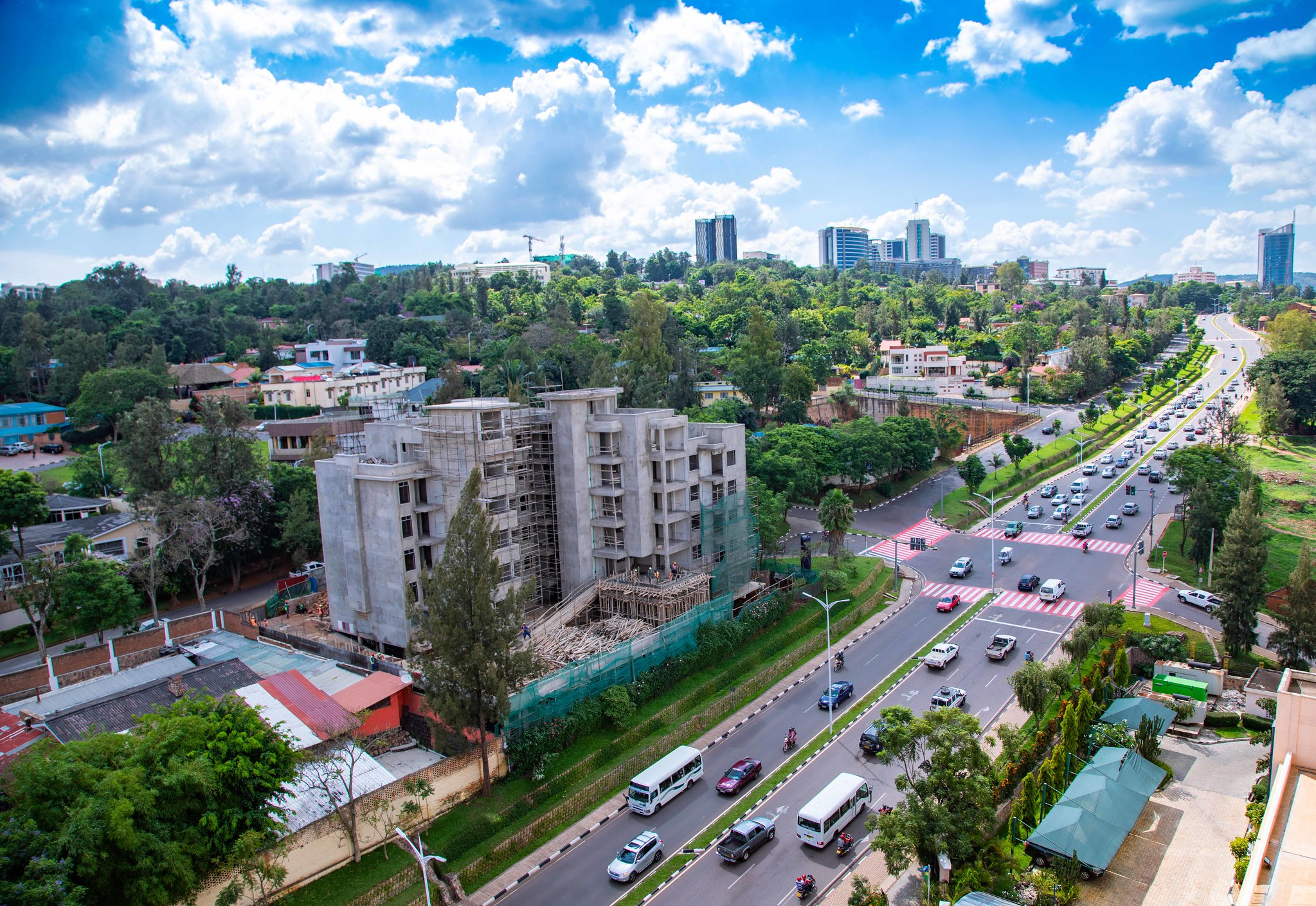
Rue de la ville de Kigali.
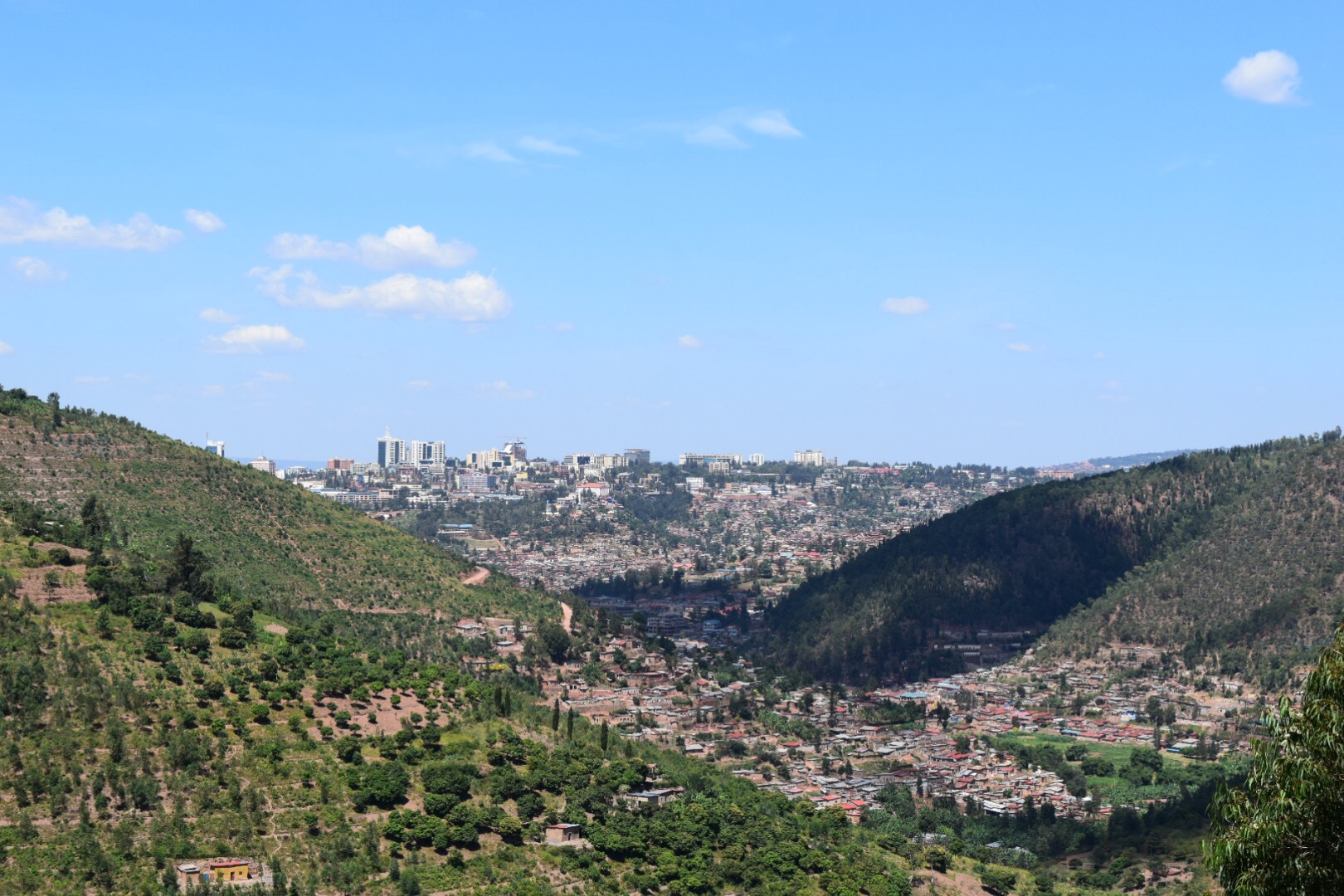
Collines de Kigali.
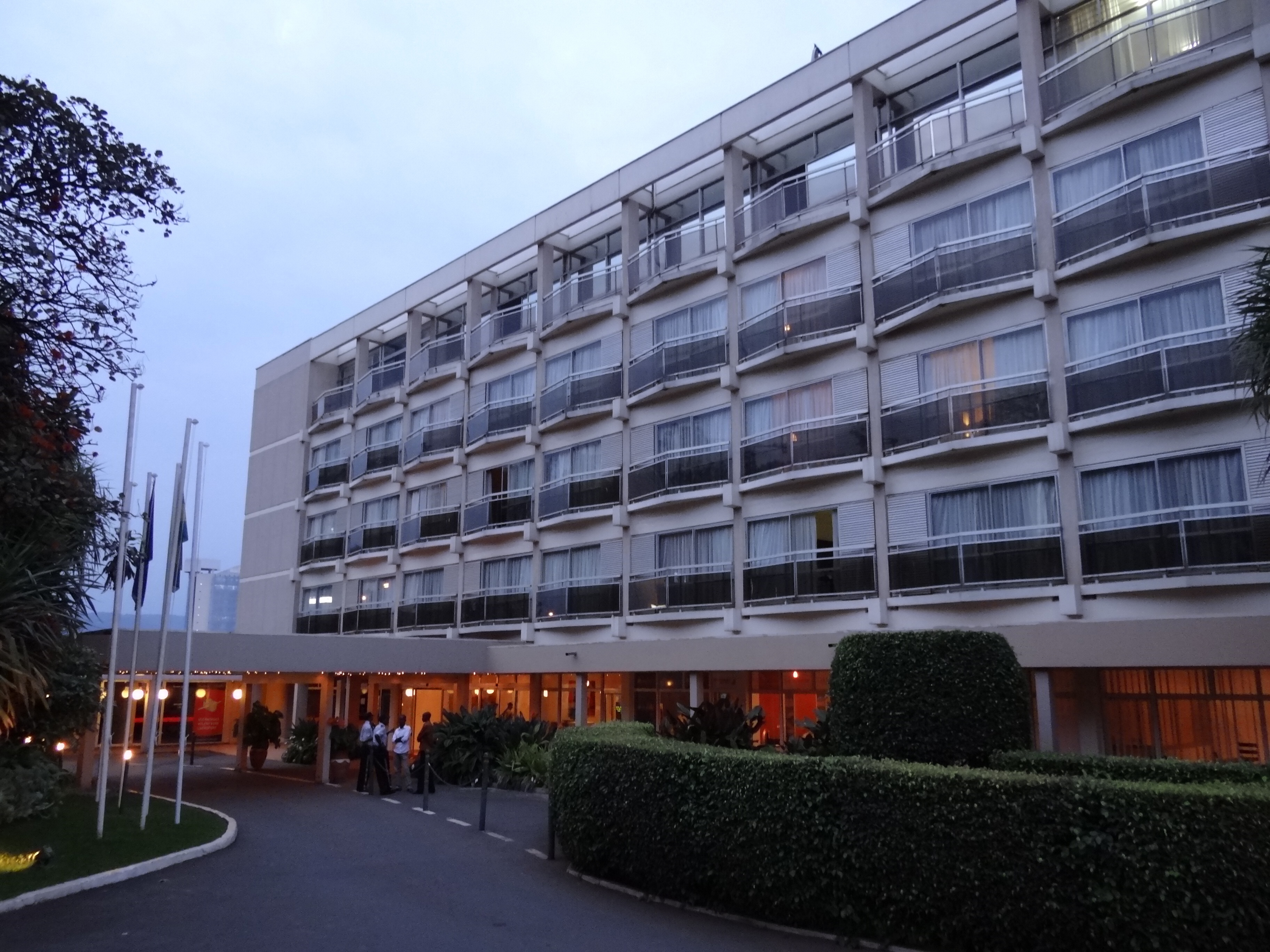
Hôtel des Mille Collines
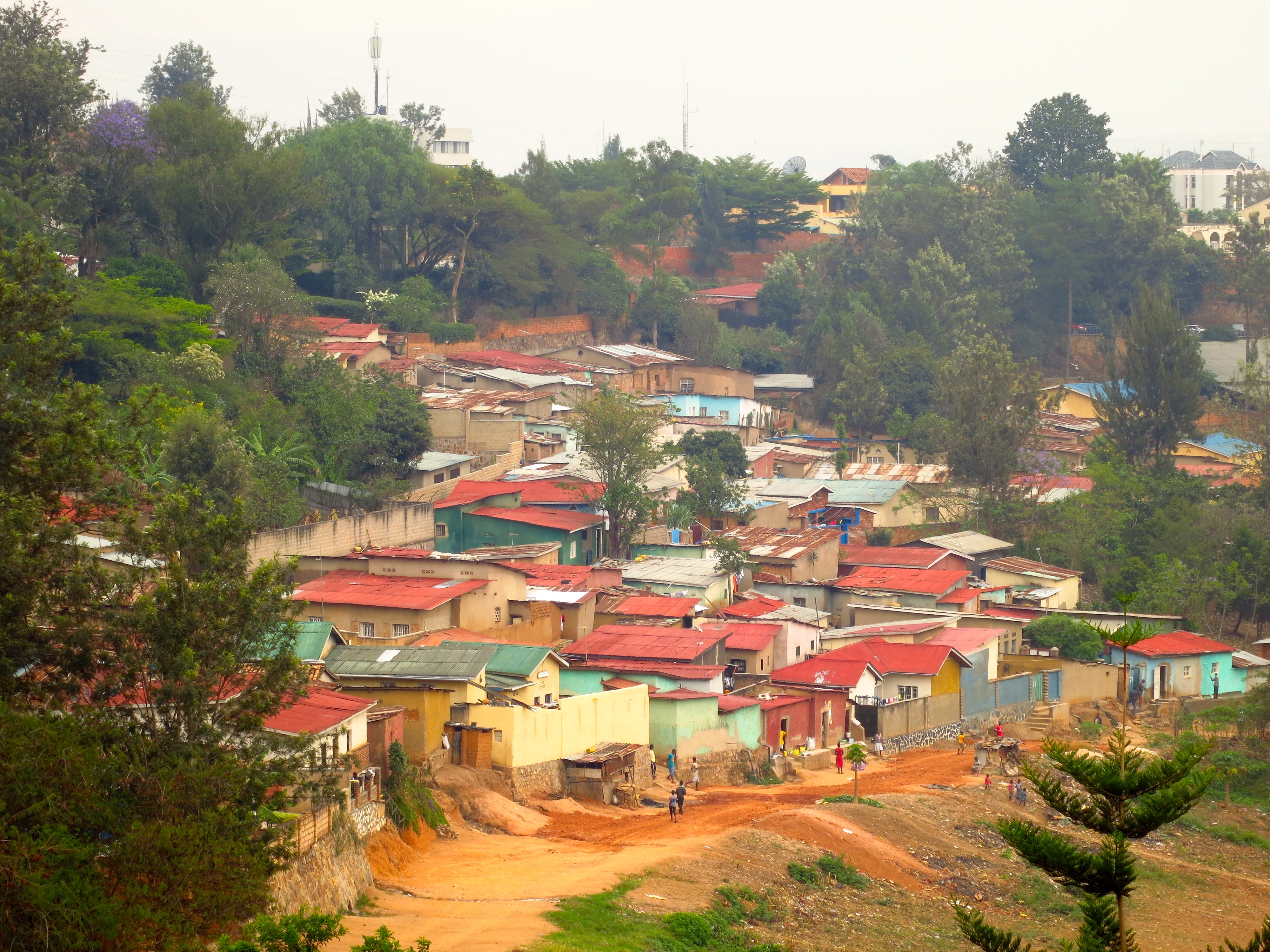
Quartier de Kacyiru.
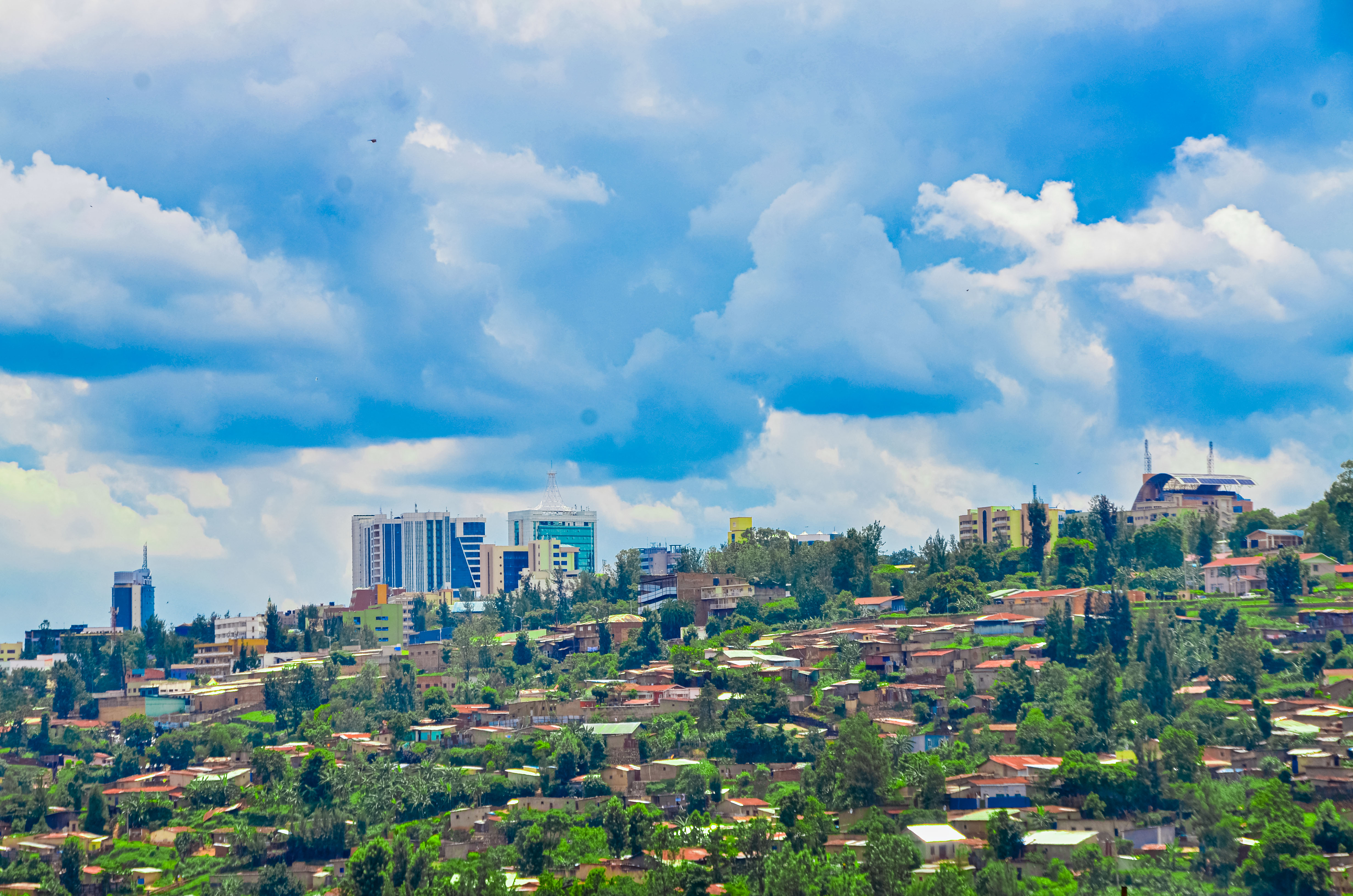
Panorama du centre-ville de KIgali.

## Démographie
Depuis 1959, l'évolution démographique de Kigali a été :
| 1959  | 1962  | 1970   | 1978    | 1991    |
| ----- | ----- | ------ | ------- | ------- |
| 4 273 | 6 000 | 54 403 | 116 227 | 234 274 |

| 2002    | 2012      | 2023      | - | - |
| ------- | --------- | --------- | - | - |
| 603 049 | 1 132 686 | 1 876 118 | - | - |

| Histogramme de l'évolution démographique de Kigali |           |
| \| 1959 \| 4 273 \| \| 1962 \| 6 000 \| \| 1970 \| 54 403 \| \| 1978 \| 116 227 \| \| 1991 \| 234 274 \| \| 2002 \| 603 049 \| \| 2012 \| 1 132 686 \| \| 2023 \| 1 876 118 \| |           |
| 1959 | 4 273     |
| 1962 | 6 000     |
| 1970 | 54 403    |
| 1978 | 116 227   |
| 1991 | 234 274   |
| 2002 | 603 049   |
| 2012 | 1 132 686 |
| 2023 | 1 876 118 |

## Économie

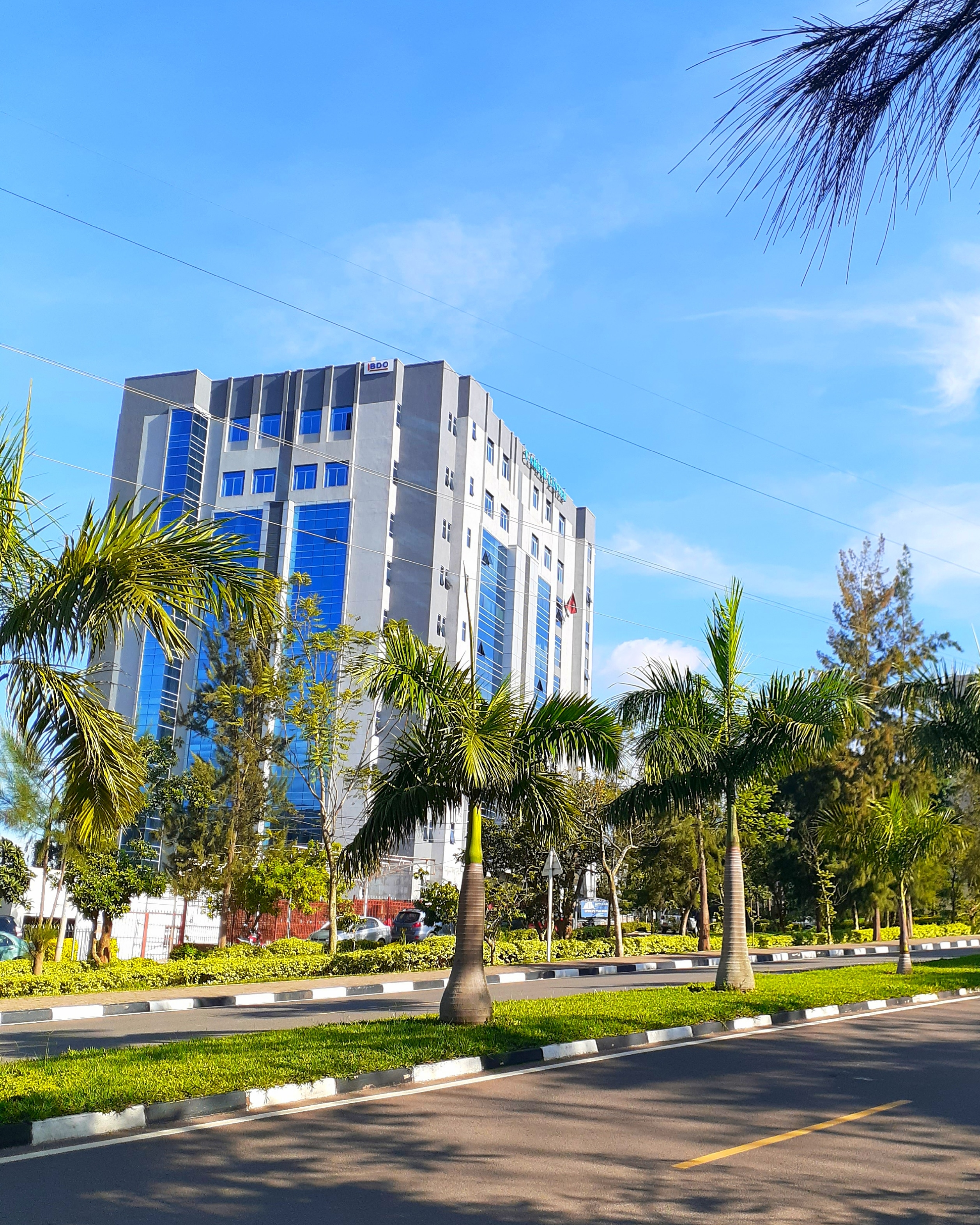
Bâtiment de Kigali

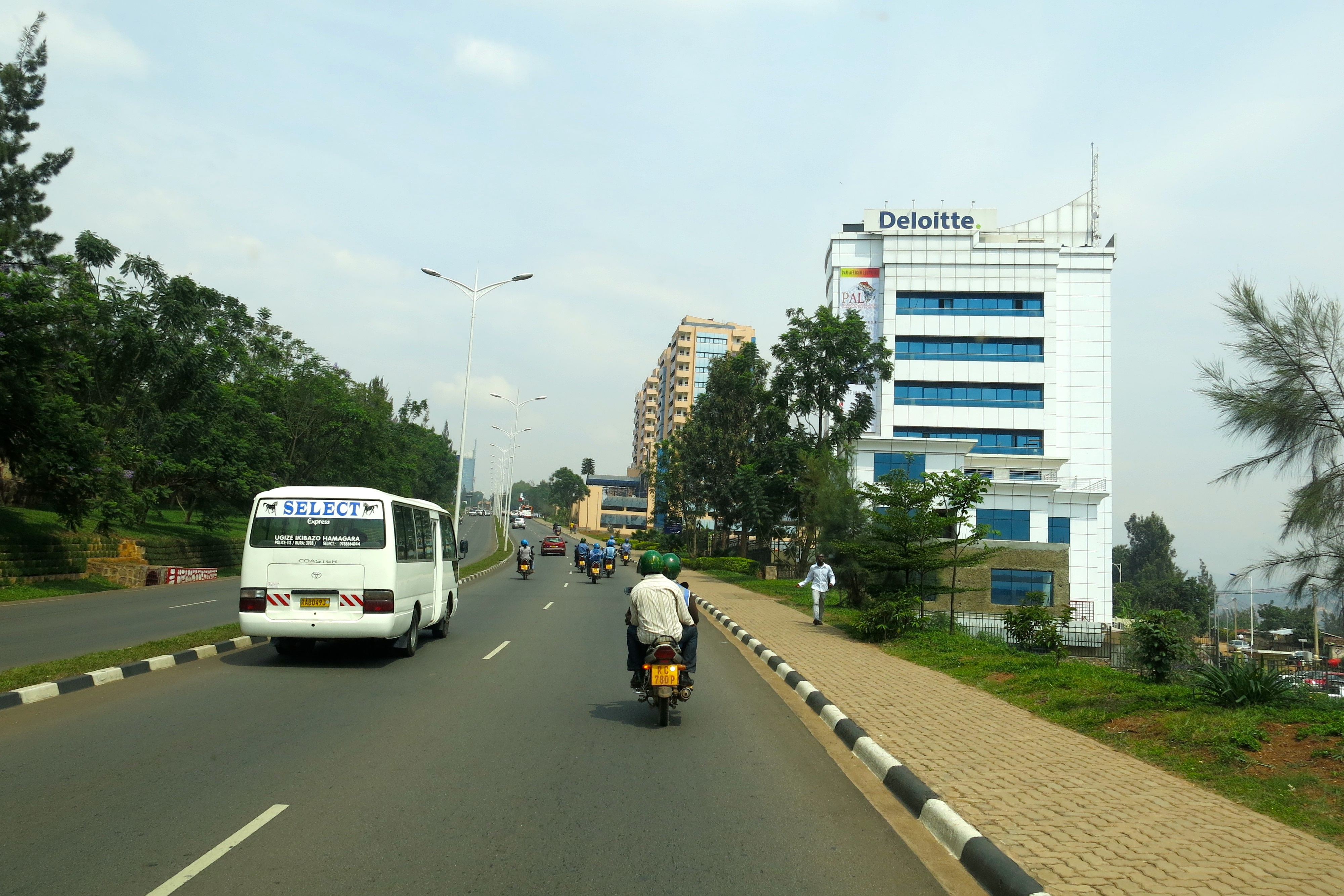
Deloitte Kigali.

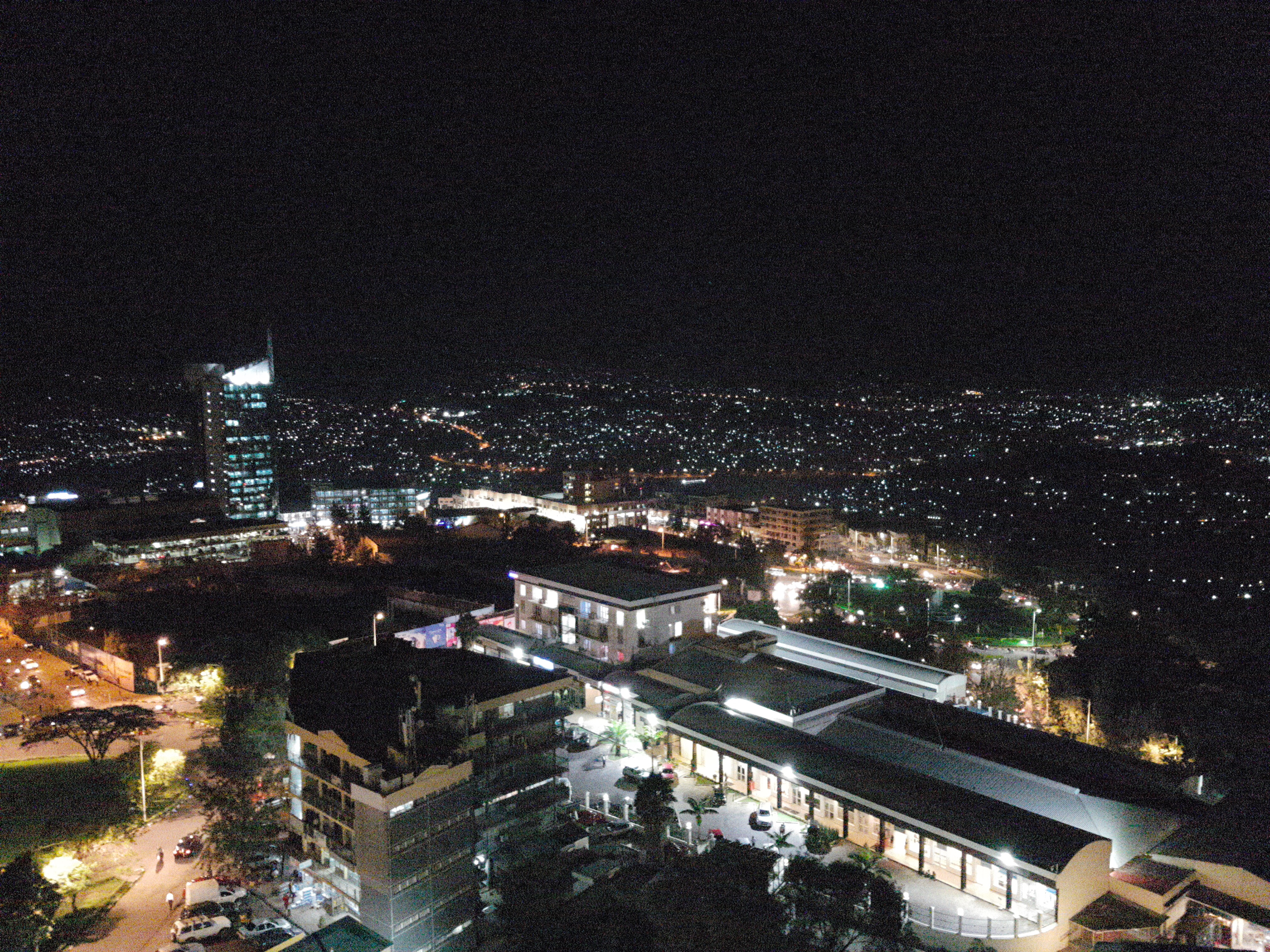
Kigali la nuit.

Kigali est le centre économique et financier du Rwanda, servant de principal port d'entrée du pays et de centre d'affaires principal.

### PIB
L'Institut national de la statistique du Rwanda ne conserve pas de données économiques détaillées pour les entités infranationales au Rwanda, mais les économistes ont utilisé diverses mesures pour estimer la production de la ville.
Un document de travail de 2015 de l'unité de recherche sur les politiques de la Banque mondiale a utilisé la quantité de lumière visible la nuit dans différentes régions comme indicateur du produit intérieur brut (PIB) relatif et a constaté que les trois districts de Kigali représentaient 42 % des émissions lumineuses nocturnes du Rwanda,.
Une fois converti, cela donne un PIB total de la ville d'environ 1,686 milliard d'euros soit 1517 euros par habitant, par rapport à une moyenne nationale de 408 euros par habitant.
Une autre étude de la Banque mondiale réalisée en 2015 a mesuré le chiffre d'affaires total des entreprises enregistrées dans le pays, tel que déclaré auprès du Trésor public du Rwanda (en), et a constaté que 92 % des recettes provenaient de la ville de Kigali.
Cependant, les auteurs ont noté que ce chiffre excluait le chiffre d'affaires de l'agriculture à petite échelle et était également gonflé pour les entreprises dont le siège social était à Kigali et dont les revenus étaient générés ailleurs au Rwanda. Les statistiques officielles classent l'activité économique comme « agricole » ou « non agricole », et Kigali compte 39 pour cent des salariés non agricoles du pays.

### Services
En 2013, l'économie était dépendante de l'aide étrangère et de l'extraction illégale des ressources de la République démocratique du Congo. Le plus grand contributeur à l'économie de Kigali est le secteur des services.
La Banque mondiale estime que les services ont contribué à 53 % du PIB en 2014, tandis qu'une étude réalisée en 2012 par Surbana International Consultants (en) a estimé ce chiffre à près de 62 %.
L'activité au sein du secteur des services comprend la vente au détail, les technologies de l'information, les transports, l'hôtellerie, et l'immobilier.
Les autorités de Kigali ont donné pour priorité le développement des services aux entreprises, en construisant plusieurs bâtiments modernes dans le quartier d'affaires tels que la tour de la ville de Kigali.

### Tourisme
Attirer des visiteurs internationaux y compris le tourisme de loisirs, les conférences et les expositions est une priorité à la fois pour la ville et pour le Conseil de développement du Rwanda.
Kigali est le principal point d'arrivée des touristes visitant les parcs nationaux du Rwanda ou traquant les gorilles de montagne, et possède des propres sites tels que le mémorial du génocide de Kigali et des installations écotouristiques, ainsi que des bars, des cafés et des restaurants,.
Le développement des destinations par le transporteur RwandAir et la construction de nouvelles installations telles que le Centre des congrès de Kigali ont attiré des événements à Kigali, tels que l'Assemblée générale annuelle de la Banque africaine de développement en 2014  et un sommet extraordinaire de l'Union africaine en 2018.
La réunion des chefs de gouvernement du Commonwealth devait se tenir dans la ville en juin 2020, avec des participants tels que Charles le prince de Galles, et d'autres chefs d'État, mais l'événement est reporté en raison de la pandémie de coronavirus.

### Emploi
L'agriculture, la pêche et la sylviculture sont le principal employeur de la ville représentant 24 % des emplois.
Les terres agricoles représentaient plus de 60 % des terres à l'intérieur des limites de la ville en 2012, principalement dans les zones périphériques entourant le centre urbain. Comme c'est le cas à l'échelle nationale, une grande partie de l'agriculture à Kigali est une agriculture de subsistance sur de petites parcelles, mais il existe quelques grandes fermes modernes à proximité de la ville, en particulier dans le district de Gasabo, qui a la superficie moyenne la plus élevée de terres cultivées. par ménage dans le pays.
Les autres principaux secteurs d'emploi de la ville sont l'État, qui emploie 12% de la main-d'œuvre, les transports et les communications, la construction et la fabrication. Le NISR classe 21 % de la main-d'œuvre comme étant employée dans les « autres services » tels que les services publics et les services financiers, ces derniers comprenant le secteur bancaire, les organismes de retraites, les assurances, la microfinance, et la bourse du Rwanda, qui a ouvert en 2011.

### Développement industriel
En 2014, l'industrie ne représentait que 14% du PIB de Kigali, concentrée sur une petite zone industrielle créée dans les années 1970. Les défis pour le secteur industriel sont, entre-autres, le coût élevé de l'importation de matières premières dans un pays enclavé, ainsi que des infrastructures de faible qualité et un manque de travailleurs qualifiés.
En 2011, le parlement adopte une loi établissant des zones économiques spéciales au Rwanda, dont la première est établie en 2014 sur la colline de Masoro dans le district de Gasabo, près de l'aéroport international de Kigali.
Les entreprises opérant dans la zone bénéficient de bonnes infrastructures, de la disponibilité de terres et de liaisons de transport, ainsi que d'allégements fiscaux.
Elle a attiré 61 entreprises au cours de sa première année d'exploitation, fabriquant des produits tels que des matelas en papier et en mousse. Au fur et à mesure que la zone s'est développée au cours des années suivantes, d'autres entreprises y ont emménagé, venant d'autres parties de la capitale, comme le parc industriel de Gikondo.
Kigali se trouve à proximité de gisements de cassitérite, un minerai utilisé pour obtenir de l'étain, ainsi que du tungstène. La cassitérite est extraite dans la ville de Rutongo, à environ 10 kilomètres au nord de Kigali, tandis que le tungstène est extrait à Nyakabingo, à une distance similaire. Une grande partie du minerai brut est exportée pour être transformée, mais il existe quelques installations de transformation locales. Cela comprend la fonderie de Karuruma dans la banlieue nord de Kigali, qui st construite dans les années 1980 et produit jusqu'à 1 800 tonnes d'étain pur par an à partir de 2019.

## Transports

### Réseau routier
La route Transafricaine 8 Lagos-Mombasa passe par Kigali.
Après le génocide de 1994, le gouvernement rwandais a augmenté les investissements dans les infrastructures de transport avec l'aide des États-Unis, de l'Union européenne, du Japon et d'autres. Kigali est le centre du réseau routier du pays, avec des routes goudronnées reliant la ville à la plupart des autres grandes villes et villages du pays.
Le Rwanda est relié par la route à d'autres pays de la Communauté d'Afrique de l'Est, à savoir l'Ouganda, la Tanzanie, le Burundi et le Kenya, ainsi qu'aux villes de l'Est congolais de Goma et Bukavu; la route commerciale la plus importante pour les importations et les exportations est la route vers le port de Mombasa via Kampala et Nairobi, connue sous le nom de Corridor Nord.
Dans la ville de Kigali, il y avait un total de 1 017 kilomètres de route en 2012, seulement 14 % de ces routes étant goudronnées et de nombreuses sections non goudronnées étaient de mauvaise qualité et dangereuses pendant les pluies. Les autorités ont procédé à des améliorations progressives depuis les années 1990, augmentant la qualité des surfaces et transformant également la plupart des artères de la ville en autoroute à deux voies.
Les principales routes nationales desservant Kigali sont la RN1, la RN3, la RN4 et la RN5.
| Nom        | Parcours                      |
| ---------- | ----------------------------- |
| RN1        | Kigali - Butare - Burundi     |
| RN3        | Kigali - Byumba - Ouganda     |
| RN3        | Kigali - Rwamagana - Tanzanie |
| RN4        | Kigali - Ruhengeri - RDC      |
| RN5        | Kigali - Bugesera - Burundi   |
| Sources, : |                               |

### Transport local

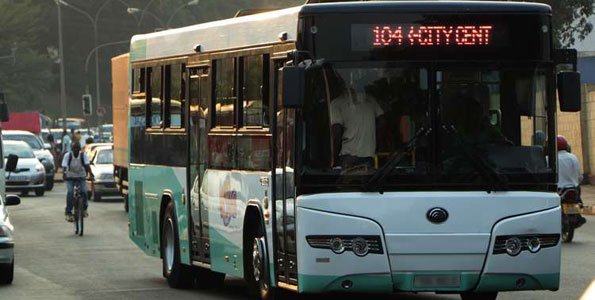
Bus des transports en commun de Kigali.

La majorité des habitants dépend des transports en commun pour ses déplacements à l'intérieur de la ville et en dehors.
Historiquement, la plupart des trajets de passagers à l'intérieur de Kigali se faisaient en minibus, fonctionnant dans le cadre d'un système de taxi partagé avec seize passagers par bus.
Dans les années 2010, ceux-ci ont été progressivement supprimés dans de nombreux quartiers de la ville, au profit de bus plus grands, dont certains permettent le paiement sans numéraire via une carte "Tap & Go" et les réservations en ligne.
Les motos-taxis sont une forme très populaire de véhicules de location privés.
Le gouvernement a annoncé son intention de remplacer la flotte de motos à essence du pays par des véhicules électriques, et la réservation et le comptage en ligne ont été déployés pour les motos et les taxis ces dernières années, comme Yego Cab et Move Ride de Volkswagen,,.
Les vélos-taxis opèrent dans certaines zones de la ville et ont été réintroduits en 2014 après une période d'interdiction,.

### Transport internationaux par bus

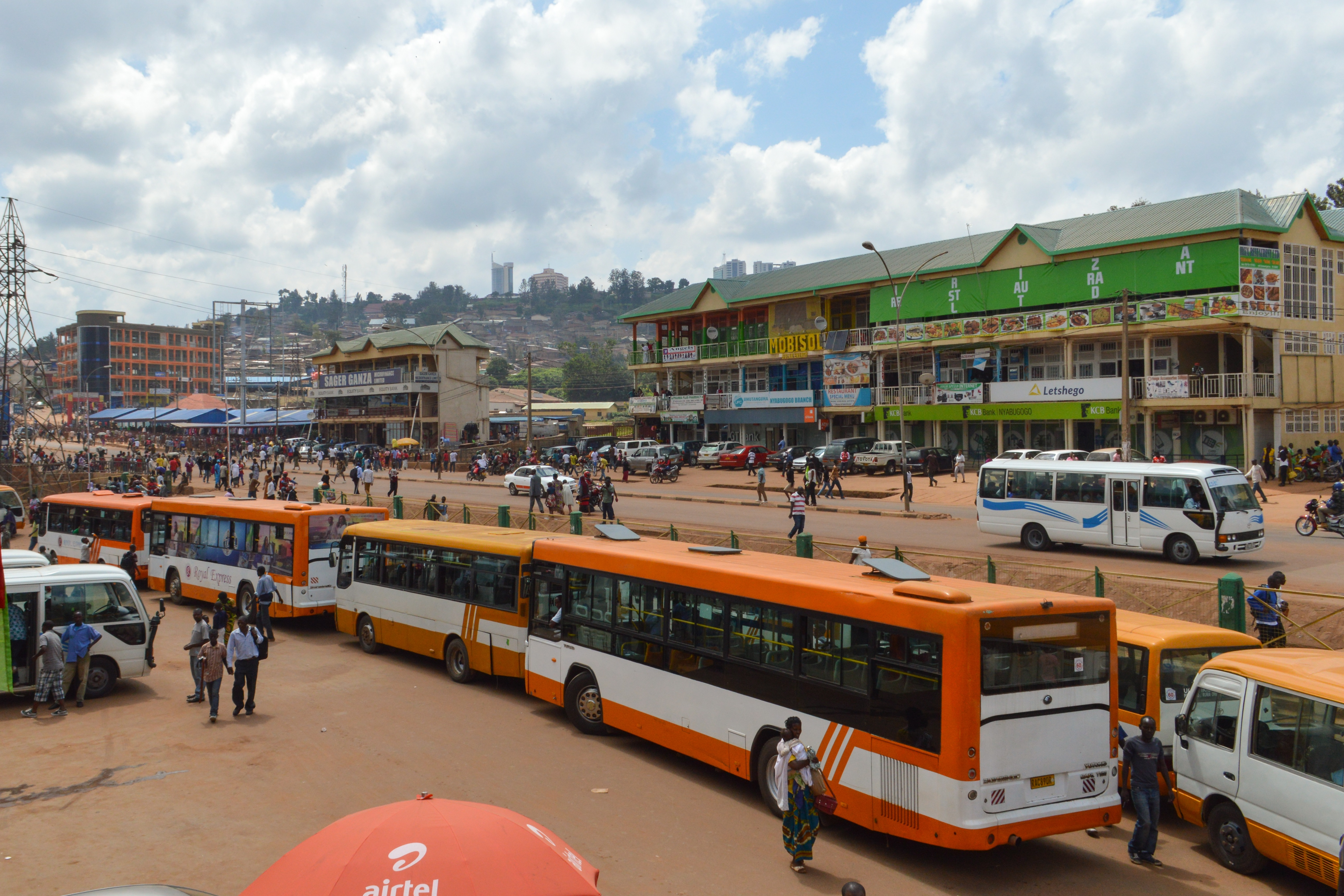
Gare routière de Nyabugogo.

Des autocars internationaux partent de la gare routière de Nyabugogo vers différentes destinations en Afrique de l'Est.
Jusqu'en 2019, l'une des destinations était Kampala la capitale de l'Ouganda, qui était atteinte soit via Gatuna et Kabale, soit via Kagitumba,. Le voyage via Gatuna par le service de nuit prend environ dix heures.
Certains services de bus menant à Kampala continuait jusqu'à Nairobi au Kenya.
En 2019, la frontière entre le Rwanda et l'Ouganda est fermée par le gouvernement rwandais au milieu d'un différend diplomatique concernant les groupes rebelles et le traitement des ressortissants rwandais en Ouganda.
Certains voyageurs commencent à utiliser le passage frontalier des Chutes Rusumo pour atteindre Kampala via la Tanzanie, un trajet beaucoup plus long.

### Transport ferroviaire
En 2020, le Rwanda n'avait pas de chemin de fer, mais le gouvernement a convenu avec la Tanzanie de construire la ligne ligne de Kigali à Isaka (en). À Isaka (en), les passagers pourront continuer, soit avec la ligne principale de Tanzanie (en), soit par la future ligne à écartement standard de Tanzanie (en), pour atteindre Dar-es-Salaam.

### Transport aérien

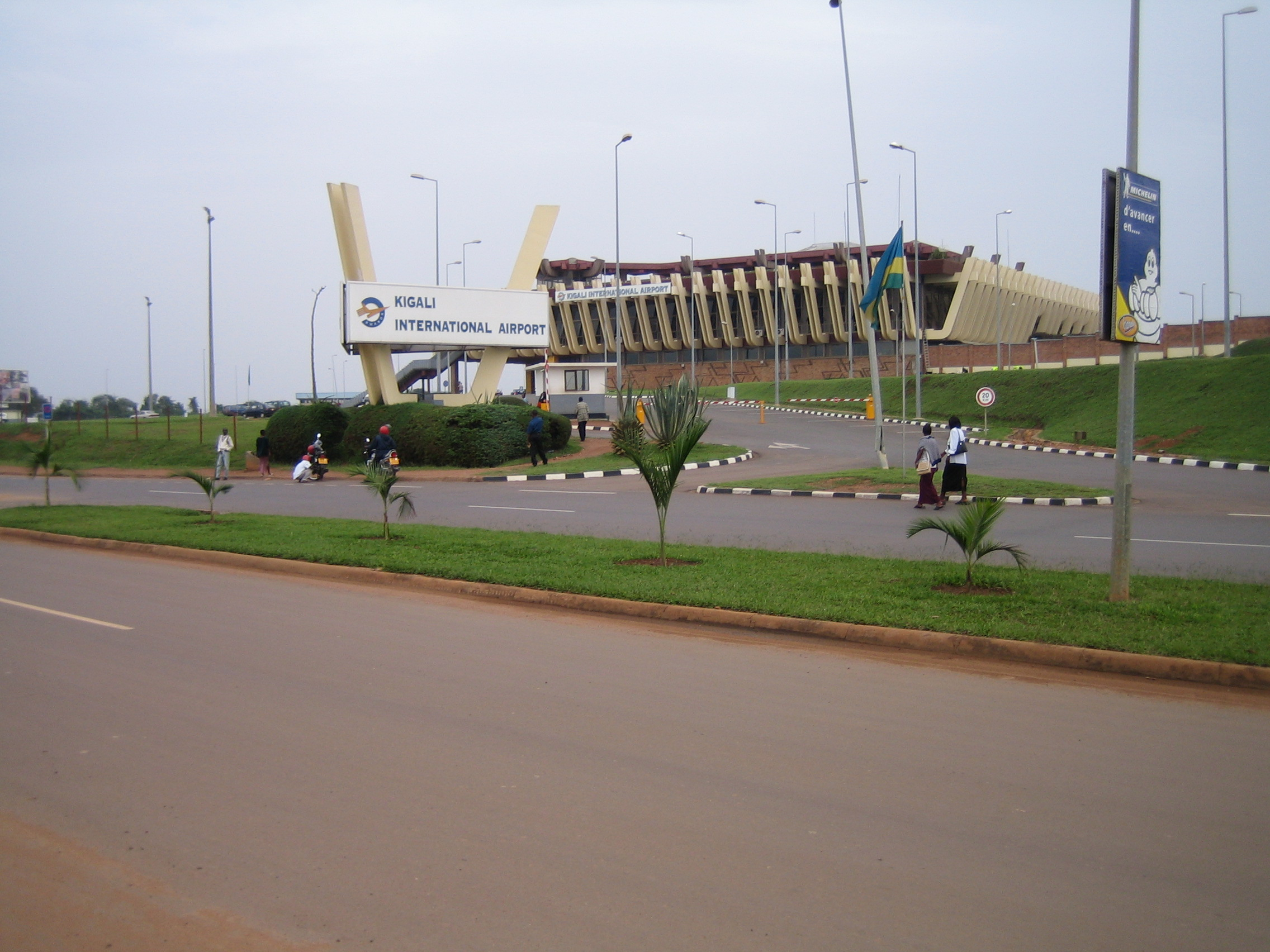
Aéroport international de Kigali.

La ville est reliée par le transport aérien avec l'aéroport international de Kigali situé à environ 10 km à l'est de cette ville. Un nouvel aéroport est en construction à Bugesera depuis 2017.

## Infrastructures

### Santé
Le Rwanda compte cinq hôpitaux nationaux de référence, dont quatre sont situés à Kigali.
Le plus grand d'entre eux est l'hôpital universitaire de Kigali (UTH-K), qui est supervisé par le ministère de la Santé et reçoit la majeure partie de son financement du gouvernement,.
L'UTH-K compte 519 lits et emploie 155 personnes,. Fondé en 1918, le Centre Hospitalier Universitaire se trouve actuellement dans le quartier central des affaires de Kigali, mais prévoit de déménager sur un nouveau site plus grand dans le quartier de Masaka de Kigali,. Les autres hôpitaux nationaux de référence sont l'hôpital Roi-Fayçal qui est construit à la fin des années 1980 avec l'aide du Fonds saoudien pour le développement, l'hôpital militaire du Rwanda et l'hôpital neuropsychiatrique de Ndera dirigé par la Congrégation des Frères de la Charité,.
En plus des hôpitaux nationaux, la ville contient également trois hôpitaux régionaux, à Kibagabaga, Masaka et Kacyiru,.
En 2021, un nouvel hôpital de 300 lits a ouvert ses portes dans le district de Nyarugenge, désigné comme centre de référence spécialisé pour les patients atteints de COVID-19.

### Énergie
L'approvisionnement en électricité de Kigali était, jusqu'au début des années 2000, généré presque entièrement à partir de sources hydroélectriques ; les centrales électriques des lacs Burera et Ruhondo fournissaient 90 % de l'électricité du Rwanda.
La combinaison de précipitations inférieures à la moyenne et du développement des activités humaines, dont l'assèchement des marais de Rugezi pour la culture et le pâturage, a provoqué la chute des niveaux d'eau des deux lacs à partir de 1990. En 2004, les niveaux avaient été réduits de 50 %, entraînant une chute brutale de la production des centrales électriques. De plus, la demande avait augmenté depuis les années 1980 à mesure que l'économie se développait, en particulier à Kigali.
En 2003-2004, la compagnie nationale d'électricité est contrainte de réduire la production des centrales électriques, ce qui nécessite un délestage généralisé. Comme mesure d'urgence, le gouvernement installe des générateurs diesel au nord de la ville; en 2006. Ils fournissaient 56 % de l'électricité du pays, mais ils étaient très coûteux. Les coupures de courant restent fréquentes à la fin des années 2010.
Cela a incité le gouvernement et le fournisseur national Rwanda Energy Group à investir dans un programme de nouvelles centrales électriques alimentées à la tourbe, hydroélectriques et au méthane dans tout le Rwanda, ainsi qu'à la construction et la réparation de lignes électriques.
En 2018, 82 % des ménages de Kigali ont accès à l'électricité, le gouvernement ciblant une fourniture à 100 % dans les sept ans.
La plupart de ces ménages sont approvisionnés par le réseau synchrone étendu du Rwanda, avec seulement 2 à 4 % des ménages dans les trois districts dépendant de l'accès hors réseau national  en 2020.

## Éducation

### Enseignement primaire et secondaire

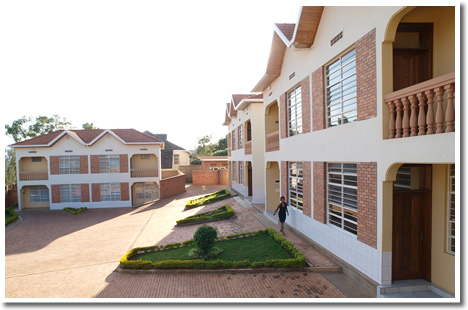
International school of Kigali.

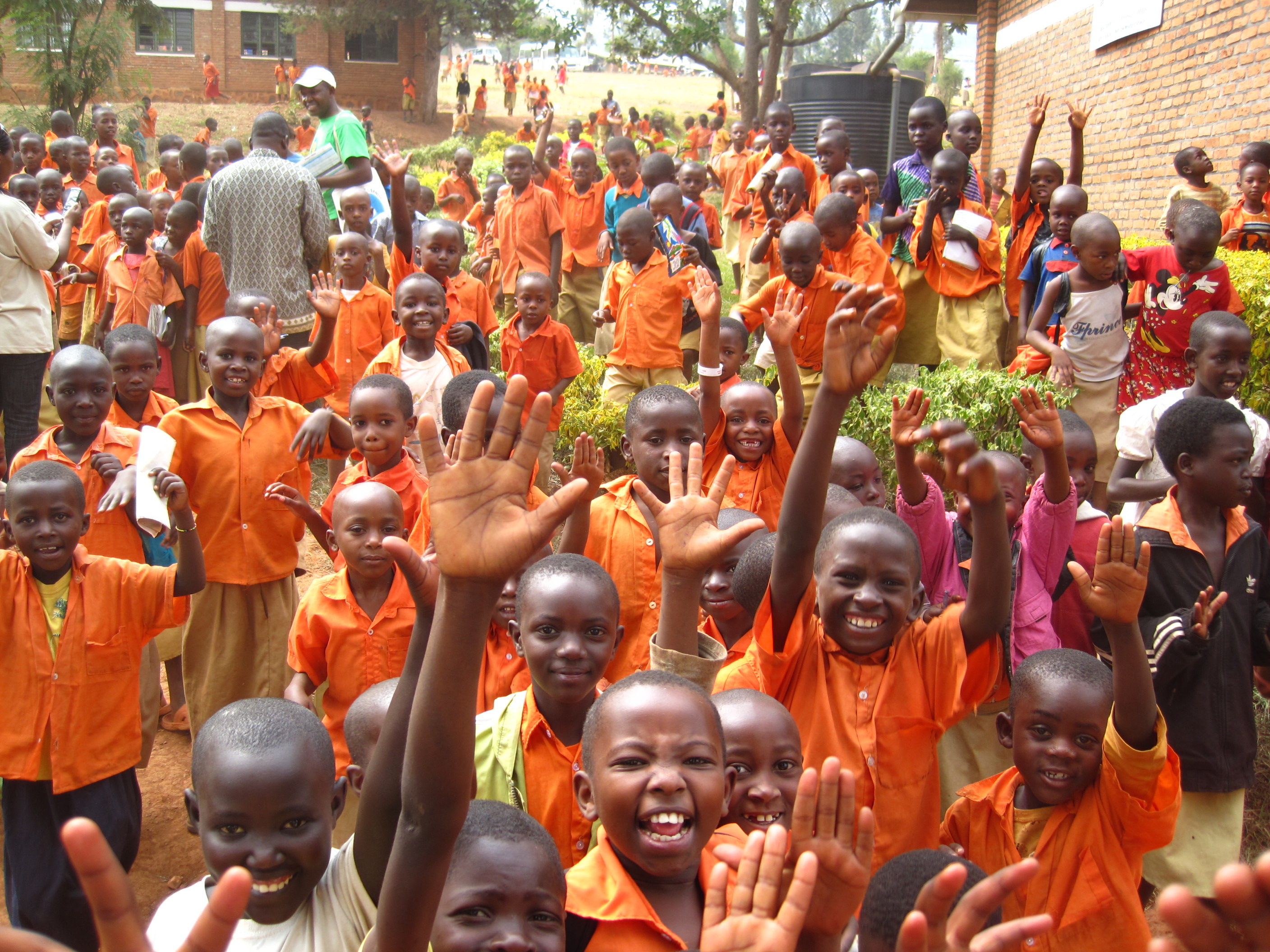
École près de Kigali.

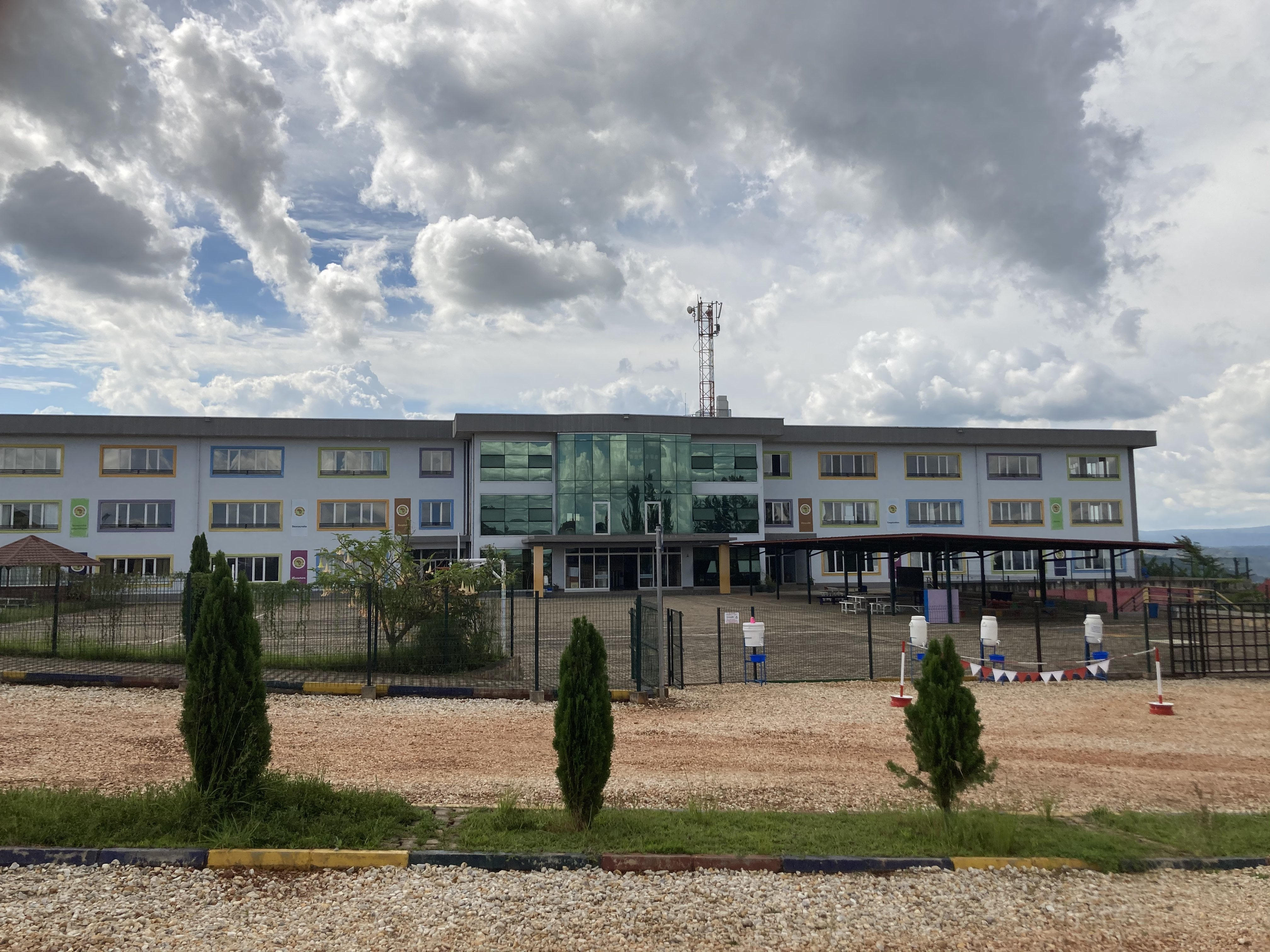
Ecole belge de Kigali.

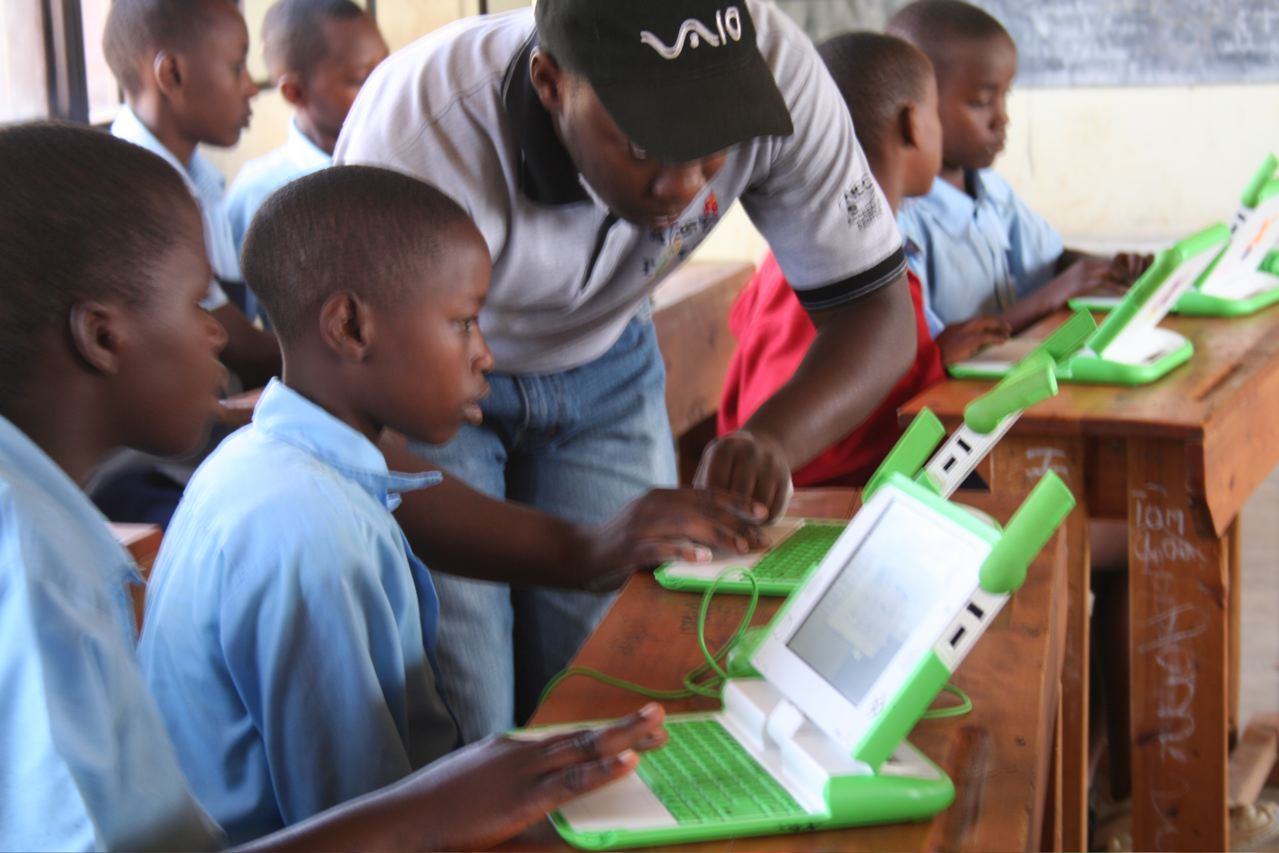
Élèves de l'école primaire de Kagugu à Kigali, utilisant des ordinateurs portables fournis par le programme One Laptop per Child.

En 2018, Kigali comptait 239 écoles primaires avec 203 680 élèves inscrits et 143 écoles secondaires avec un effectif de 60 997.
Le taux élevé d'abandon scolaire entre le primaire et le secondaire, un phénomène qui se produit dans tout le Rwanda, est attribué par le ministère de l'Éducation et l'UNICEF aux compétences insuffisantes en calcul et en anglais chez les élèves finissant le primaire, au coût d'inscription, à la nécessité pour les enfants de contribuer aux tâches ménagères et au manque d'enseignants.
Les trois districts de la ville occupaient les premières places dans le tableau national des résultats des examens au niveau primaire en 2019, bien que ce succès n'ait pas été reproduit au niveau secondaire dans lequel les districts ruraux étaient les plus performants.
Cependant, les trois écoles secondaires les plus performantes proposant le programme rwandais : FAWE Girls' School, Petit Séminaire Saint-Vincent de Ndera et lycée Notre-Dame de Cîteaux, se trouvaient toutes à Kigali. La France a ouvert l'Institut français du Rwanda et le lycée de Kigali.
Kigali compte également un certain nombre d'écoles privées, qui ciblent les riches rwandais et les expatriés, notamment l'école francophone Antoine de Saint-Exupéry, le lycée de Kigali, la Green Hills Academy, l'école belge de Kigali et l'École internationale de Kigali (en).
Ces écoles, qui ont des frais de scolarité élevés, proposent des programmes internationaux tels que l'IGCSE (en) et le baccalauréat international qui permettent aux étudiants d'étudier dans des universités du monde entier.

### Enseignement supérieur

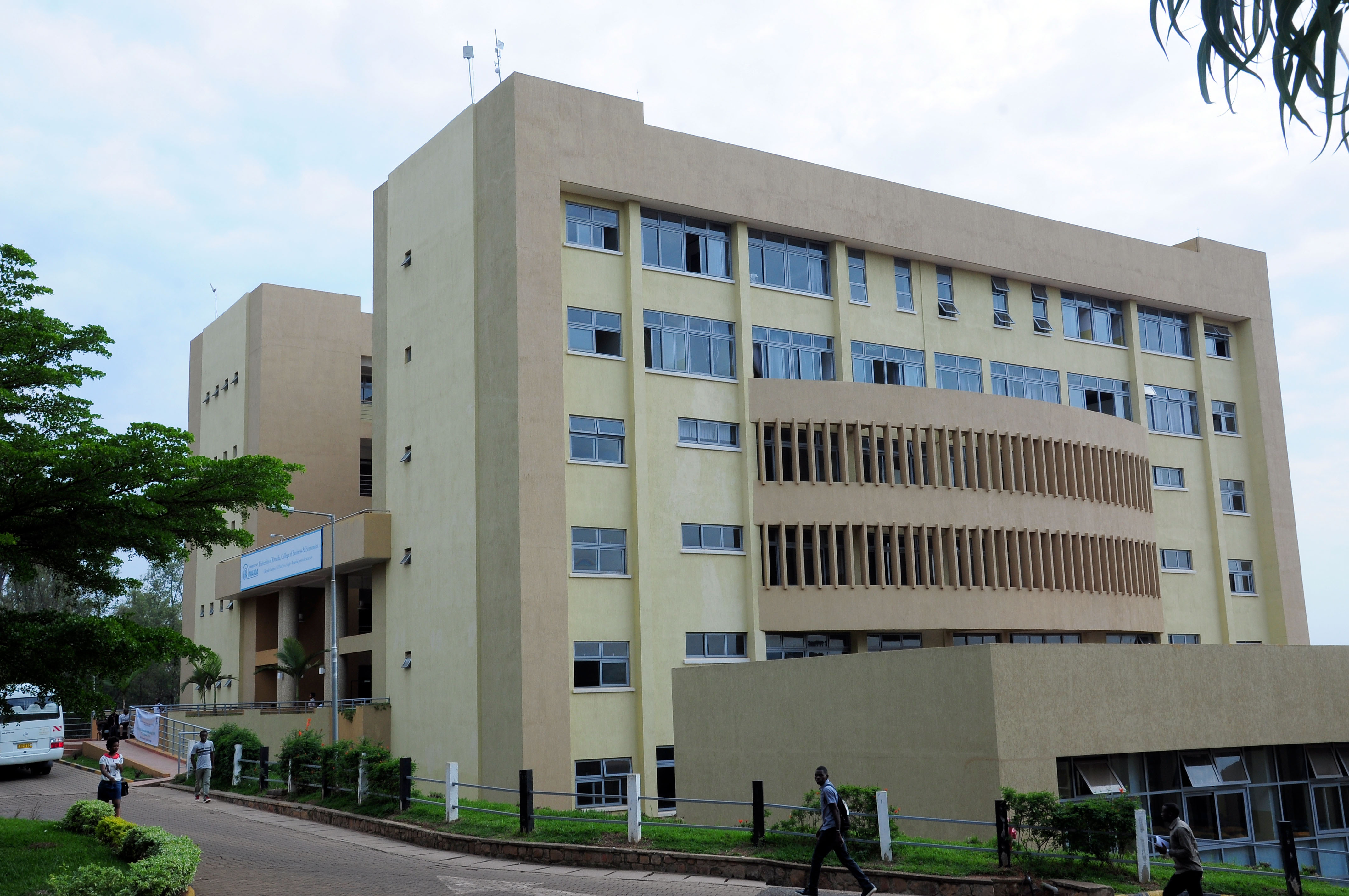
Siège de l'université du Rwanda.

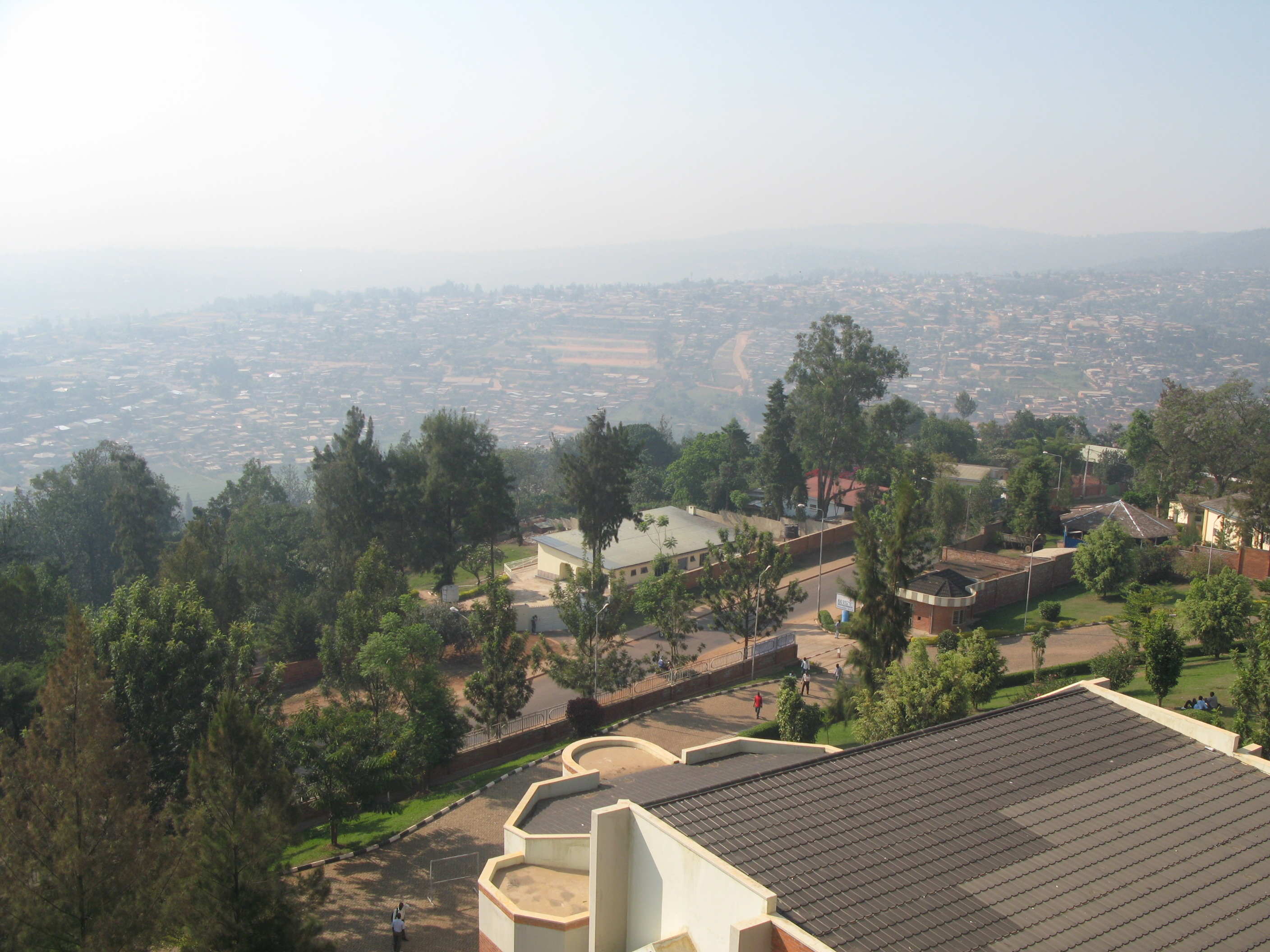
Institut des sciences et des technologies de Kigali (KIST)

Dans le Rwanda colonial et de la période précédant le génocide, Butare était le principal centre d'enseignement supérieur du pays. Les premiers établissements d'enseignement supérieur tels que le Grand Séminaire Saint-Charles de Nyakibanda, fondé en 1936, et trois établissements des années 1960, dont l'Université nationale du Rwanda (UNR), étaient tous situés dans la ville du sud,,.
Le premier établissement d'enseignement supérieur de Kigali sera l'Institut africain et mauricien de statistique et d'économie appliquée, fondé en 1976,.
Kigali n'est devenue un centre d'enseignement important que dans la seconde moitié des années 1990.
À cette époque ont été fondés l'Institut supérieur de santé de Kigali (KHI), l'Institut des sciences et des technologies de Kigali (KIST) et l’Institut supérieur pédagogique de Kigali (KIE), ainsi que des universités privées, l'université libre de Kigali (ULK) et l'université de Lay Adventistes de Kigali (UNILAK).
D'autres institutions ont été fondées à Kigali au XXIe siècle, notamment l’École des finances et des banques (SFB) de Gikondo, l'université privée de Kigali, l’Institut supérieur d’agriculture et d’élevage (ISAE), l’Institut supérieur «Umutara Polytechnic» (UP), ainsi que des filiales d'universités étrangères telles que l'Université Mount Kenya et l'université Carnegie Mellon,,.
En 2018, il y avait un total de 50 594 étudiants inscrits dans des établissements d'enseignement supérieur à Kigali, répartis sur 28 campus.
En 2013, le gouvernement a mis en œuvre des changements importants dans le système universitaire public du pays, destinés à améliorer l'efficacité en supprimant les programmes d'études en double et en éliminant les écarts dans l'évaluation des étudiants entre les différentes écoles. Les institutions de Kigali, auparavant indépendantes, KHI, KIST, KIE et SFB ont fusionné avec trois autres de l'extérieur de la ville - l'UNR, l'école polytechnique Umutara basée à Nyagatare et l'Institut supérieur d'agriculture et d'élevage de Ruhengeri, l'ensemble constituant l'université du Rwanda.
L'université du Rwanda compte douze campus, dont trois à Kigali. Ses trois campus de Kigali sont le campus de Gikondo, qui sert de siège à l'université et abrite ses programmes de commerce et d'économie, le campus de Nyarugenge sur l'ancien site du KIST, qui abrite les sciences, l'architecture et l'ingénierie, et le campus de Remera qui couvre la médecine, les soins infirmiers, dentisterie et sciences de la santé,.
En 2017, le deuxième campus de l'université africaine de leadership est fondé à Kigali, avec l'ambition de former la future élite intellectuelle africaine.

## Religion

### Groupes religieux
Groupes religieux de Kigali (2012)
- protestants (42,1 %)
- Adventisme (9,1 %)
- Catholiques (36,8 %)
- Musulmans (5,7 %)
- Témoins de Jéhovah (1,2 %)
- autres confessions (0,3 %)
- aucune religion (3,0 %)
- Non déclaré (1,6 %)

Comme pour le Rwanda dans son ensemble, le christianisme est la religion dominante à Kigali. Lors du recensement de 2012, 42,1% des habitants de la ville se sont déclarés comme protestants auxquels s'ajoutent 9,1% qui se disent adventistes. Les catholiques formaient 36,8 % de la population.
L'islam est plus répandu à Kigali qu'ailleurs au Rwanda, avec 5,7 % de personnes déclarant la foi contre 2,0 % à l'échelle nationale.
Les Témoins de Jéhovah représentent 1,2 % et les autres confessions 0,3 %, tandis que ceux qui ne professent aucune religion représentent 3,0 %.

### Lieux de culte

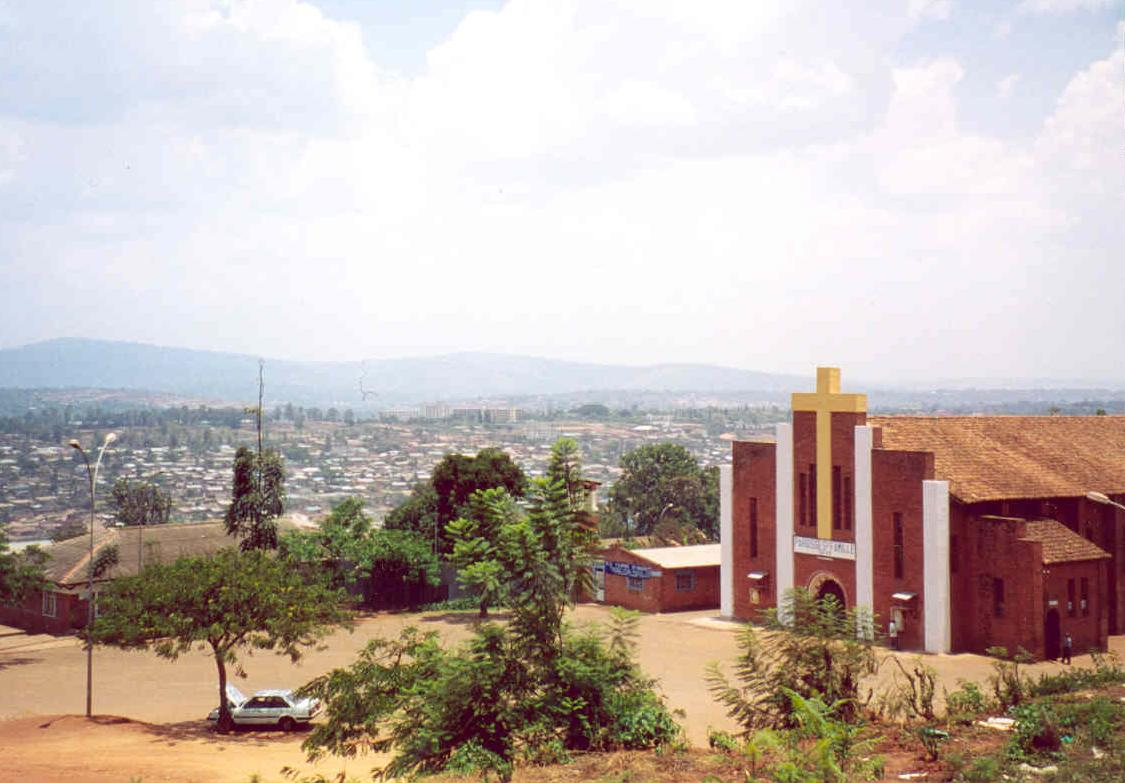
Église catholique de la Sainte-Famille à Kigali.

Les lieux de culte sont principalement des églises et des temples chrétiens : Archidiocèse de Kigali (Église catholique), Lutheran Church of Rwanda (Fédération luthérienne mondiale), Province of the Anglican Church of Rwanda (Communion anglicane), Union des églises baptistes au Rwanda (Alliance baptiste mondiale), Assemblées de Dieu.
Les mosquées musulmanes sont concentrées dans le quartier de Nyamirambo ainsi que la salle du royaume des témoins de Jehovah (TJ) à Remera.

## Environnement
Depuis plusieurs années, la capitale rwandaise est considérée comme la ville la plus propre du continent africain, reconnue comme tel par ONU Habitat qui lui a décerné cette distinction pour la troisième année consécutive en 2016. La ville s'impose comme capitale « modèle » en termes de propreté et d’innovation, grâce à l'implication de ses habitants dans le cadre notamment de l'« Umuganda », journée de travaux communautaires d'intérêt général, obligatoire, organisée tous les derniers samedis du mois, à laquelle aucune absence non justifiée n’est tolérée sous peine d'amende pouvant aller jusqu'à 5 euros environ. Depuis 2010, une « journée sans voiture » est également instaurée tous les mois. Cette initiative est associée une politique promouvant les circulations douces visant à désengorger la circulation automobile du centre-ville par l'aménagement de voies piétonnes et de pistes cyclables qui devraient à terme êtres intégrées au réseau de transport en commun.
Enfin, comme dans tout le Rwanda, les sacs plastiques et emballages non biodégradables sont totalement prohibés. La ville a aussi mis en place une collecte des déchets permettant leur recyclage. Ainsi, les résidus sont donc triés par les habitants selon cinq typologies : organique, papier/carton, plastique, déchet inertes ou dangereux. Seul ce dernier est incinéré tandis que le reste est recyclé dans les centres de la ville.
À leur vingt-huitième réunion tenue du 10 au 15 novembre 2016, les 197 parties au protocole de Montréal relatif à des substances qui appauvrissent la couche d’ozone (protocole de Montréal) sont parvenues à un accord sur une réduction progressive de leur consommation et de leur production d’hydrofluorocarbones (HFC). Dans leur décision XXVIII/1, elles ont adopté un amendement au protocole (l’amendement de Kigali).

## Sport

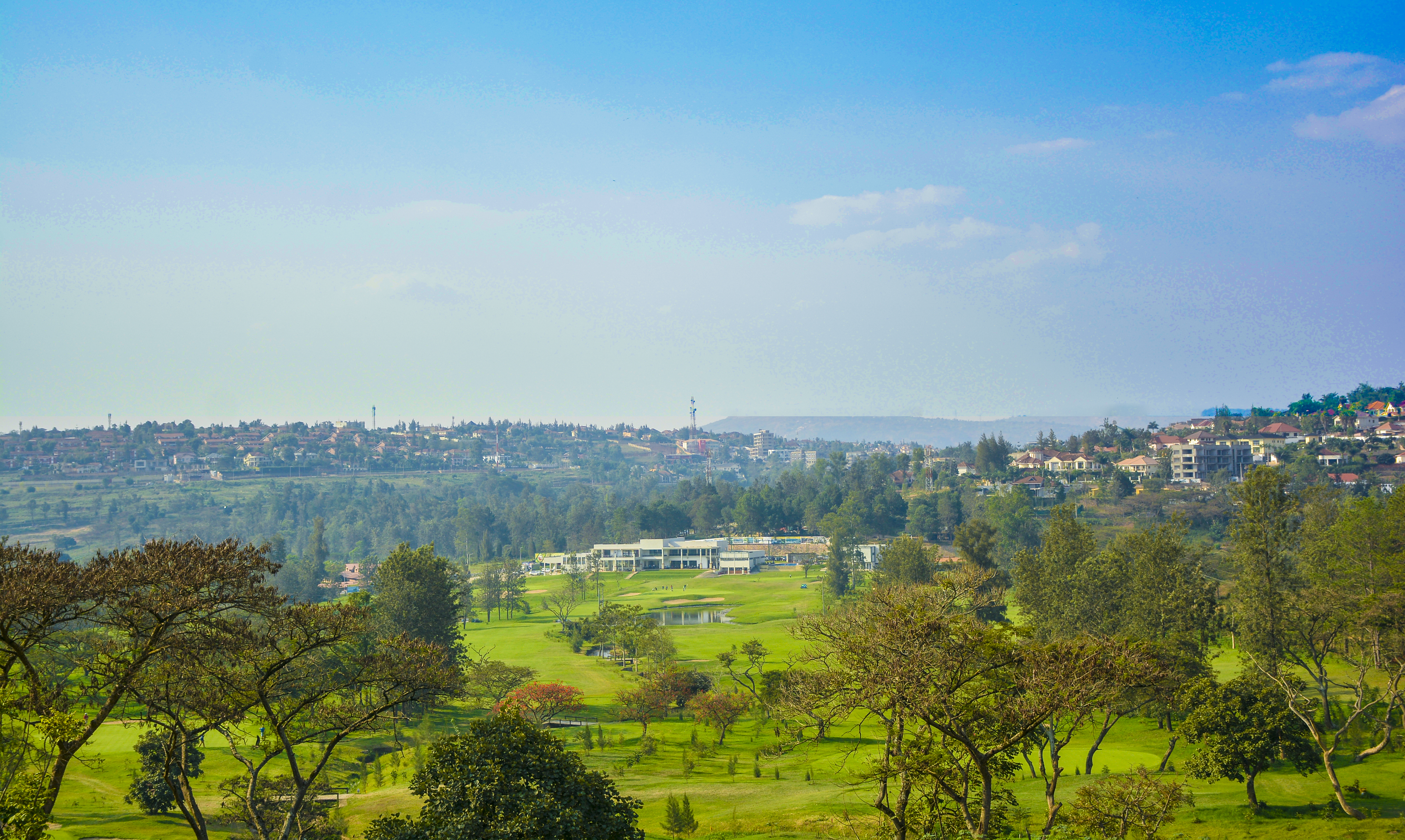
Kigali Golf Club.

Le plus grand site sportif de Kigali est le stade Amahoro, dans le quartier Remera du district de Gasabo.
Il st construit dans les années 1980 et a une capacité de 30 000 places,. Le stade est principalement utilisé pour le football associatif, accueillant la plupart des matchs à domicile de l'équipe nationale de football du Rwanda ainsi que des rencontres nationales. C'était l'un des quatre stades utilisés pour les rencontres du Championnat d'Afrique des nations de football 2016, y compris la finale, au cours de laquelle la République démocratique du Congo a battu le Mali,.
Le stade accueille également des rencontres de rugby à XV, y compris celles de l'équipe nationale, ainsi que des concerts et des événements publics. Le complexe Amahoro comprend une salle couverte, communément connue sous le nom français de Petit stade, et une salle de jeux paralympique. La Kigali Arena est une arène couverte d'une capacité de 10 000 places à côté du stade Amahoro, qui a ouvert ses portes en 2019,. L'arène accueille aussi des sports tels que le basket-ball, tels que le Championnat d'Afrique de basket-ball 2021, ainsi que le handball, le volley-ball et le tennis.
Parmi les autres sites de la ville, citons le stade régional de Nyamirambo (en) d'une capacité de 22 000 places et le stade de cricket du Rwanda (en) à Gahanga, qui a ouvert ses portes en 2017,
Le seul terrain de golf du Rwanda, le Kigali Golf Club, est basé à Nyarutarama. En 2020, il est étendu à dix-huit trous avec l'ambition d'attirer des tournois régionaux.
En juillet 2025, le complexe Zaria Court, d’une valeur de 26 millions de dollars, a été inauguré dans la capitale. Co-fondé et développé par Masai Ujiri, ce projet soutient la vision ambitieuse du Rwanda non seulement dans le domaine du sport et de la culture, mais aussi dans celui de la créativité. 

## Personnalités liées à la ville
- Juvénal Habyarimana (1937-1994), président de la République rwandaise, assassiné lors de l'attentat du 6 avril 1994.
- Marcel Gatsinzi (1948-2023), homme politique rwandais.
- Agathe Uwilingiyimana (1953-1994), première ministre du Rwanda, assassinée le 7 avril 1994.
- Paul Rusesabagina (1954-), humanitaire rwandais-belge.
- Cyprien Ntaryamira (1955-1994), président de la République du Burundi, assassiné lors du même attentat.
- Louise Mushikiwabo (1961-), homme politique rwandais
- Richard Sezibera (1964–), diplomate
- Marie Thérèse Mukamulisa (1965-), juriste.
- Dorcy Rugamba (1969–), metteur en scène, acteur et dramaturge
- Hamad Ndikumana (1978–2017), joueur de football
- Sonia Rolland (1981-), Miss France 2000, actrice et réalisatrice franco-rwandaise.
- Dorothée Munyaneza (1982–), chanteuse
- Kivu Ruhorahoza (1982–), réalisateur, scénariste et producteur
- Jimmy Mulisa (1984-), joueur de football
- Marie-Clémentine Dusabejambo (1987-), scénariste et réalisatrice rwandaise.
- Kinjaah (1992-), actrice et chanteuse congolaise.
- Ncuti Gatwa (1992-), acteur britannico-rwandais.
- Cedrick Mugisha (1994-), joueur de football et acteur de cinéma et de séries télévisées.
- Grace Ineza Umuhoza (1996-), militante écologiste et écoféministe
- Jean Ruberwa (1997–), coureur cycliste

## Jumelages
La ville de Kigali est jumelée avec les villes de :
| Ville | Ville          | Pays | Pays           | Période     |
| ----- | -------------- | ---- | -------------- | ----------- |
|       | Chengdu        |      | Chine          |             |
|       | Durban         |      | Afrique du Sud |             |
|       | Jinan          |      | Chine          |             |
|       | Kampala        |      | Ouganda        |             |
|       | Lusaka         |      | Zambie         |             |
|       | Mayence,       |      | Allemagne      | depuis 2007 |
|       | Oklahoma City  |      | États-Unis     | depuis 2011 |
|       | Pretoria       |      | Afrique du Sud |             |
|       | Rome           |      | Italie         |             |
|       | San Bernardino |      | États-Unis     |             |
|       | Shenzhen       |      | Chine          |             |
|       | Waremme        |      | Belgique       |             |

## Filmographie
- Un dimanche à Kigali, film de Robert Favreau, Deal Memo, Nogent-sur-Marne, 2008, 120 min (DVD)
- Kigali : des images contre le massacre, film de Jean-Christophe Klotz, ADRP productions, 2006, 94 min (DVD contenant également Lignes de front)